# 방탄소년단
방탄소년단(한국 한자: 防彈少年團, 영어: Bangtan Boys, 약칭: BTS(비티에스), 방탄)은 2013년 6월 13일에 데뷔한 빅히트 뮤직 소속 대한민국 7인조 보이 그룹이다. 팬 클럽의 이름은, 아미(Army)이기도 함.

## 특징

### 의미
방탄복이 총알을 막아내는 것처럼, 살아가는 동안 힘든 일을 겪는 10대, 20대가 겪는 힘든 일과 편견을 막아내고 자신들의 음악적 가치를 당당히 지켜내겠다는 의미를 담고 있다. 방탄소년단을 지칭하는 'BTS'는 본래 이름인 'BangTan Sonyeundan' 혹은 'Bulletproof Boys'의 준말이다. 2017년 빅히트 뮤직은 방탄소년단의 공식 로고를 교체하면서 과거와 미래를 아우르는 개념으로 의미를 확장시키고, 'Beyond The Scene'의 준말로 의미를 추가하였다. 이는 매 순간마다 청춘의 장면들을 뛰어넘는다는 의미를 가지고 있다.

### 역사
2013년 방탄소년단은 《2 COOL 4 SKOOL》을 발매하며 데뷔하였고, 그 해 신인상을 수상하였다. 이후 2015년에 《화양연화 pt.1》을 발매해 첫 음악방송 1위를 수상하였고, 2016년에 《WINGS》를 발매해 첫 대상을 수상하였다. 2017년에는 《YOU NEVER WALK ALONE》을 발매해 타이틀곡 〈봄날〉은 2025년 현재까지 대한민국 주요 음원 차트에 최장기간 진입 중이다. 2018년에는 《LOVE YOURSELF 轉 'Tear'》를 발매해 빌보드 200 중에서 1위를 기록했고, 방탄소년단은 최초로 빌보드 200 1위를 차지한 대한민국의 음악 그룹이 되었다. 이어서 《LOVE YOURSELF 結 'Answer'》를 발매해 빌보드 200 1위를 기록했다. 2019년에는 《MAP OF THE SOUL : PERSONA》를 발매해 빌보드 200 1위를 기록했다. 그 해 방탄소년단은 한국 음악 시상식의 대상 부문을 모두 휩쓸었으며, 한국대중음악상에서도 올해의 음악인을 2년 연속 수상하면서 음악성과 상업적 성과를 모두 인정받은 음악 그룹이 되었다. 2020년에는 《MAP OF THE SOUL : 7》를 발매해 대한민국 역대 음반 초동 1위라는 기록을 세우며 빌보드 200 1위를 기록하였고, 역대 대한민국에서 가장 많이 판매된 음반이 되었다. 이후 〈Dynamite〉를 발매해 빌보드 핫 100 3주 1위를 기록하였고, 방탄소년단은 빌보드 핫 100 1위를 차지한 최초이자 유일한 대한민국의 음악 그룹이 되었다. 이어서 〈Savage Love (Laxed – Siren Beat)〉 리믹스를 발매해 빌보드 핫 100 1위를 기록하였다. 또한, 〈BE〉를 발매해 빌보드 200 1위를 기록하였고, 타이틀 곡 〈Life Goes On〉은 빌보드 핫 100 1위를 기록했다. 2021년에는 〈Butter〉를 발매해 빌보드 핫 100 9주 1위를 기록하였다. 이어서 〈Permission to Dance〉를 발매했고, 빌보드 핫 100 1위를 기록하였다.

### 경력
현재까지 방탄소년단은 전세계에서 3,000만 장 가량의 음반을 판매하였고, 대한민국 역대 최다 음반 판매량을 기록한 음악 그룹이다. 방탄소년단은 32개의 엠넷 아시안 뮤직 어워드, 29개의 멜론 뮤직 어워드, 24개의 골든 디스크, 19개의 기네스 세계 기록과 가온 차트 뮤직 어워드, 14개의 하이원 서울가요대상, 10개의 MTV 유럽 뮤직 어워드, 6개의 아메리칸 뮤직 어워드와 MTV 비디오 뮤직 어워드, 9개의 빌보드 뮤직 어워드, 4개의 한국대중음악상, 2개의 대한민국 대중문화예술상 등을 수상했으며, 대한민국 정부 화관문화훈장 최연소 수여자이다. 또한, 그래미 어워드 후보에 오른 최초이자 유일한 대한민국의 음악 그룹이다.

### 주요 활동
방탄소년단은 SNS를 통한 팬들과의 소통이 활발하여 2019년과 2020년 전 세계에서 가장 많은 리트윗을 기록한 연예인이자 트위터 최다 활동 음악 그룹으로 기네스 세계 기록에 오르기도 했다. 또한 2017년 라인프렌즈와 협업하며 직접 창작한 캐릭터 《BT21》을 선보였고, 현재 다양한 캐릭터 상품을 출시하고 있다. 방탄소년단은 그룹명의 의미에 맞게 사회 활동 및 자선 활동에 활발히 참여하고 있으며, 유니세프와 함께 LOVE MYSELF 캠페인을 진행하면서 소속사 빅히트 뮤직과 함께 5억 원을 기부했다. 또한 유엔 총회에서 두 차례 연설했고, 이를 계기로 타임지 표지를 장식하기도 했다. 방탄소년단의 팬덤은 아미(영어: ARMY)이며 '청춘을 위한 사랑스러운 대표자'라는 의미와 방탄복과 군대처럼 방탄소년단도 팬클럽과 항상 함께라는 의미를 가지고 있다.

## 활동

### 데뷔 이전
빅히트 엔터테인먼트의 대표이자 프로듀서인 방시혁은 2010년 9월 2일, 힙합 그룹 방탄소년단의 새 멤버를 모집하는 전국 오디션을 개최한다고 밝혔다. 이 오디션은 포털사이트 다음과 함께 ‘힛잇(HIT IT)’이라는 타이틀로 진행되었다. 이미 방탄소년단의 멤버로 발탁된 김남준에 대해 방시혁은 “언더 힙합신에서도 실력을 인정받은 고등학생 래퍼로 랩 메이킹에 탁월하며 프로 못지 않은 실력을 지니고 있다”고 소개했다. 연습생 시절에는 임정희와 2AM 등의 회사 선배 가수들의 앨범에 참여하기도 했고, 빅히트와 쏘스뮤직의 합작 걸 그룹이었던 글램의 백댄서로 활동하기도 했다. 방시혁의 진두지휘 아래 리더 RM을 중심으로 랩, 보컬, 춤에 능한  진, 슈가, 제이홉, 지민, 뷔, 정국 총 7명의 최종 멤버가 발탁되었고, 3년간의 연습시간을 보내며 힙합 아이돌 그룹으로 데뷔 준비를 마쳤다.

### 2013년

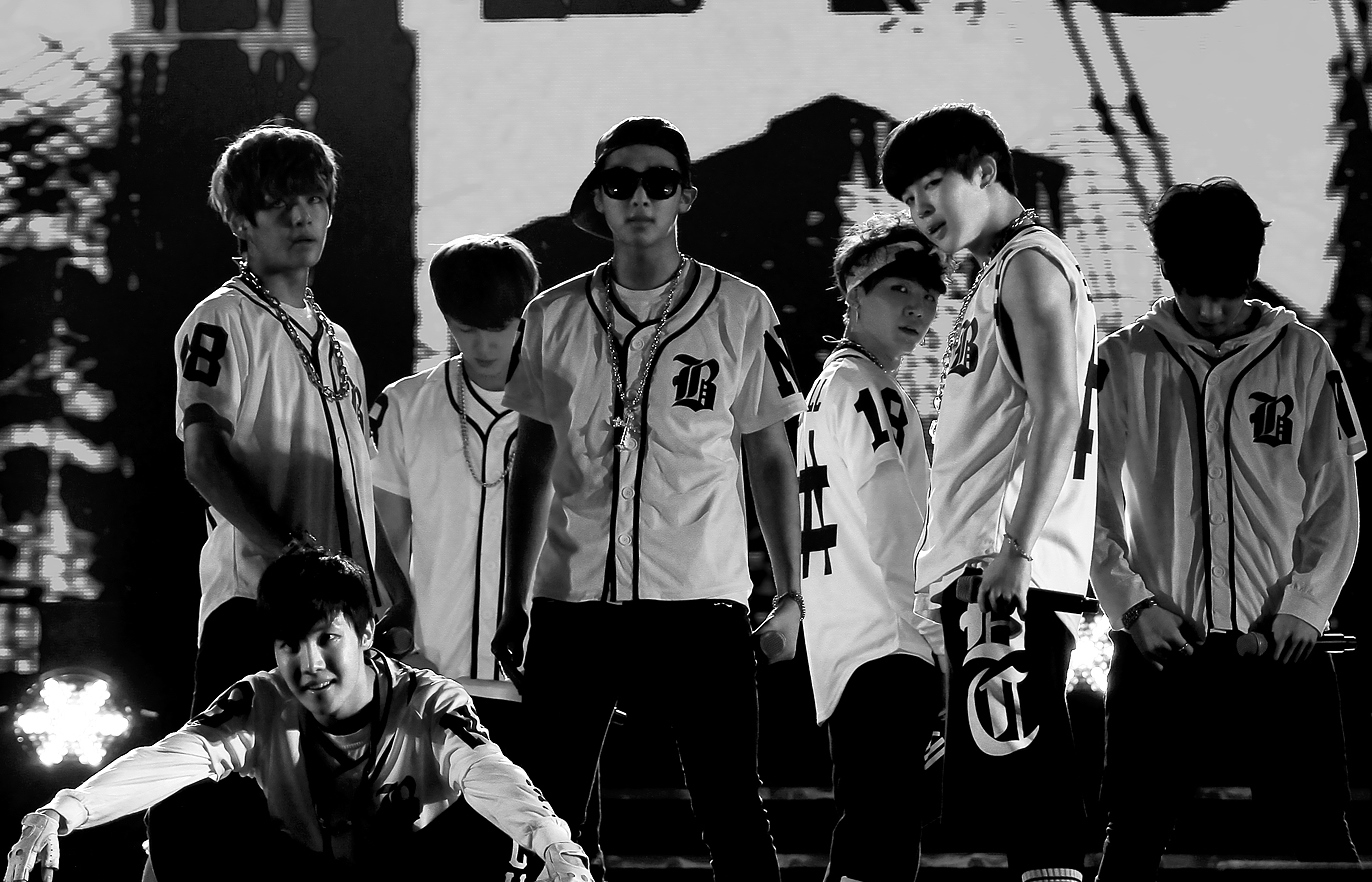
2013년의 방탄소년단

방탄소년단은 데뷔를 앞둔 2013년 5월 20일, 직접 운영해 온 블로그를 전격 중단하고 공식 홈페이지를 오픈했다. 2013년 5월 27일, 방탄소년단의 데뷔 트레일러를 공개하며 본격적인 데뷔를 알렸다. 2013년 1월, 방탄소년단은 《학교의 눈물》이라는 믹스테이프를 발매하였다.
6월 12일, 데뷔 싱글 앨범 《2 COOL 4 SKOOL》를 발매와 동시에 서울 청담동 일지아트홀에서 열린 방탄소년단 데뷔 쇼케이스를 개최했다. 이 쇼케이스는 온라인 음원사이트 멜론을 통해 최초로 공개되었다. 그 후 6월 13일 엠넷 《엠카운트다운》를 통해 공식적으로 데뷔했다. 9월 11일 첫 번째 미니 앨범 《O!RUL8,2?》를 발매했다. 2013년 9월 3일부터 10월 22일까지 SBS MTV를 통해 방송 된 첫 리얼리티 프로그램 《신인왕 방탄소년단 - 채널방탄》에 고정 출연했다. 가상의 방송국을 설정해, 멤버들이 직접 다양한 포맷의 TV 프로그램에 도전하는 포맷으로 방영되었다. 방탄소년단은 11월 14일 올림픽체조경기장에서 열린 멜론 뮤직 어워드에서 데뷔 싱글 앨범 《2 COOL 4 SKOOL》과 첫 번째 미니 앨범 《O!RUL8,2?》으로 신인상을 첫 수상했다.

### 2014년

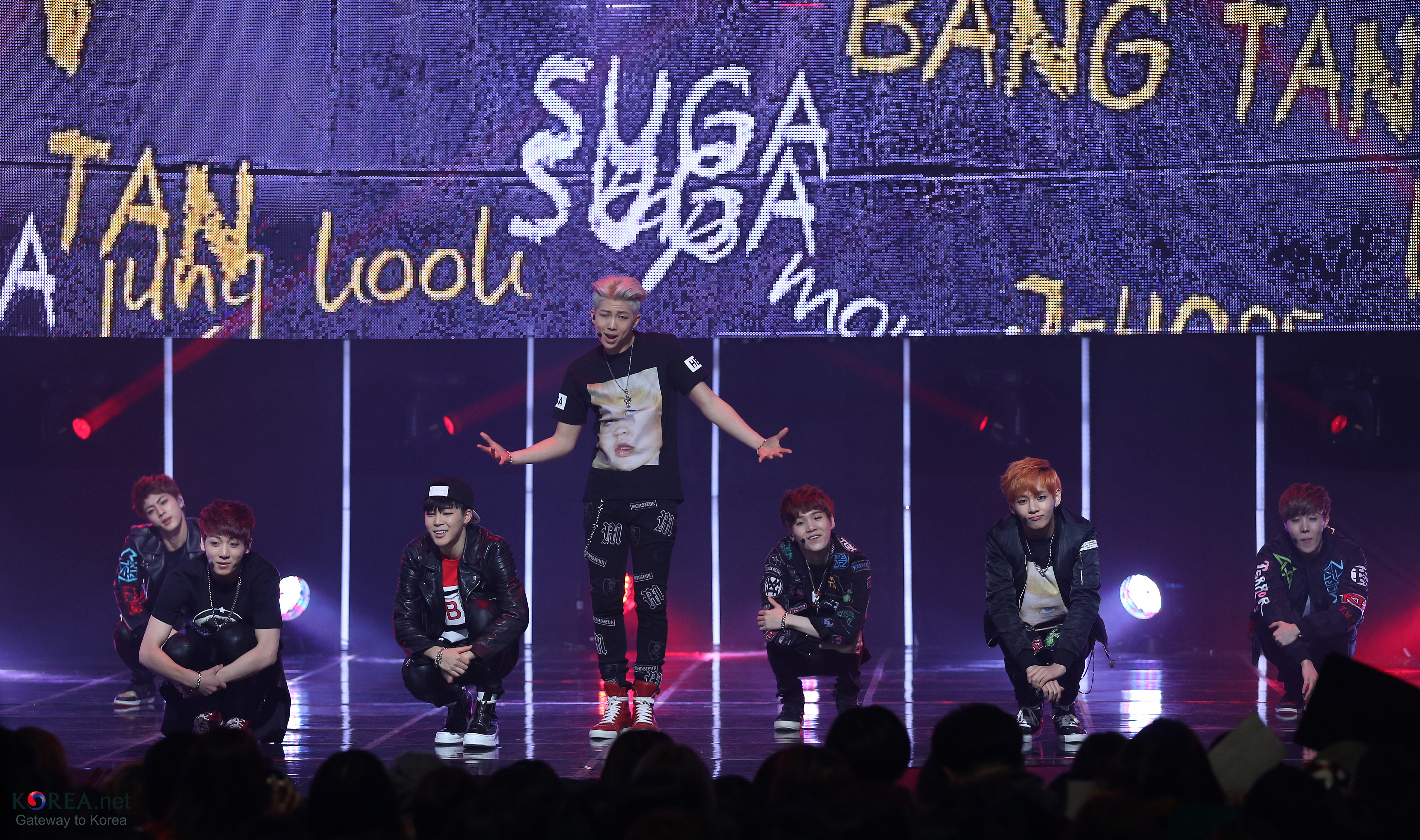
2014년 3월 공연 중인 방탄소년단

2014년 1월 16일 경희대학교 평화의 전당에서 열린 골든디스크 시상식 음반 부문 시상식에서 음반 신인상을 수상했으며, 1월 23일 잠실실내체육관에서 열린 제25회 하이원 서울가요대상에서 신인상과 2월 12일 올림픽공원 체조경기장에서 열린 제3회 가온차트 뮤직 어워드에서 올해의 신인상 그룹을 수상했다. 2014년 2월 12일 방탄소년단은 두 번째 미니 앨범 《Skool Luv Affair》를 발매해 처음으로 음악 방송 1위 후보까지 오르고 현재까지(2017년 기준) 15만 장 넘게 팔렸다. 2014년 3월 29일 서울 올림픽공원 올림픽홀에서 1기 팬클럽 창단식 《2014 BTS: 1st Fan Meeting MUSTER》을 열며 공식 팬클럽인 ‘A.R.M.Y’(아미)가 결성되었다. 그 후 5월 14일 첫 번째 리패키지 앨범 《SKOOL LUV AFFAIR SPECIAL ADDITION》을 발매했다. 6월 4일 일본 데뷔 싱글 《No More Dream (Japanese Ver.)》를 발매하며 일본 데뷔를 했고, 오리콘 싱글 주간 차트 8위에 올랐다. 이어 7월 16일 발매한 일본 두 번째 싱글 《Boy In Luv (Japanese Ver.)》를 발매해 오리콘 싱글 주간 차트 4위에 올랐다. 2014년 7월부터는 미국 LA 올 로케이션으로 촬영 되어 강제 힙합 유학을 당한 방탄소년단의 성장기를 담은 엠넷의 리얼리티 프로그램 《방탄소년단의 아메리칸 허슬 라이프》에 고정 출연했다. 2014년 8월 20일 방탄소년단은 첫 번째 정규 앨범 《DARK&WILD》를 발매했고 현재까지(2017년 기준) 16만 장 넘게 팔렸다. 10월 17일부터 19일까지 총 3일간 예스24라이브홀(구 악스 홀)에서 데뷔 1년 4개월여만에 첫 단독 콘서트 ‘BTS 2014 LIVE TRILOGY : EPISODE Ⅱ. THE RED BULLET'을 개최해 성공리에 마무리 지었다. 당초 2회 공연 예정이었던 첫 단독 콘서트는 1회를 추가해 사흘간 진행되었다. 방탄소년단은 서울 공연을 시작으로 일본, 필리핀, 싱가포르, 태국 등으로 아시아 투어를 진행, 글로벌 팬들과의 만남을 가졌다. 방탄소년단은 이후 10월 말부터 정규 앨범 《DARK&WILD》의 수록곡인 "호르몬 전쟁"으로 후속곡 활동을 했다. 2014년 11월 19일, 일본 세 번째 싱글 《Danger (Japanese Ver.)》를 발매해 역시 오리콘 싱글 주간 차트 5위에 올라 모든 싱글이 10위권에 진입했고, 12월 24일에는 일본 첫 번째 정규 앨범 《WAKE UP》을 발매해 오리콘 앨범 주간 차트 3위에 올랐다.

### 2015년

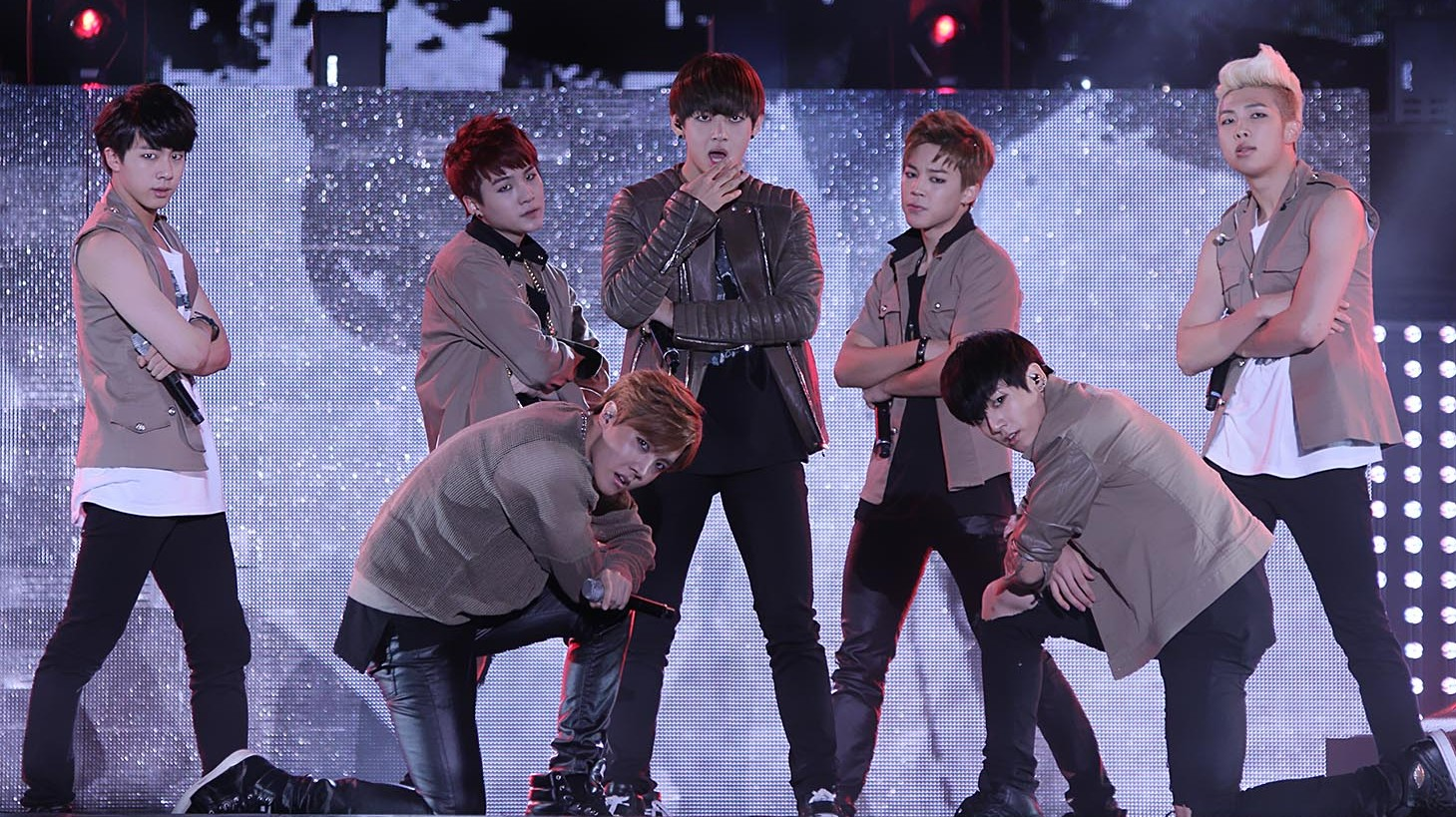
2014년 11월 17일 인천 한류 콘서트에서의 방탄소년단

2015년 1월 15일 방탄소년단은 중국 북경 완스다 중신에서 열린 골든디스크 시상식 음반 부문 시상식에서 미니 앨범 《Skool Luv Affair》과 첫 번째 정규 앨범 《DARK&WILD》으로 첫 본상을 수상했으며, 1월 22일 올림픽공원 체조경기장에서 열린 제26회 하이원 서울가요대상에서 첫 본상과 1월 28일 제4회 가온차트 뮤직 어워드에서 올해의 발견 월드루키상을 수상했다. 방탄소년단은 2015년 3월 28일과 29일 양일간 서울 올림픽공원 올림픽홀에서 두 번째 단독 콘서트 ‘2015 BTS LIVE TRILOGY: EPISODE I. BTS BEGINS’를 개최했다. 방탄소년단은 지난 2014년 10월 개최한 첫 단독 콘서트 ‘BTS 2014 LIVE TRILOGY: EPISODE Ⅱ. THE RED BULLET’를 시작으로 팀의 탄생과 성장기를 주제로 하는 아이돌 최초 3부작(BTS LIVE TRILOGY) 공연을 진행했고, 이번 두 번째 콘서트는 EPISODE I에 해당하는 공연이다. ‘방탄소년단의 시작’(BTS BEGINS)을 주제로 10대 소년들이 힙합 아래 하나로 모여 방탄소년단으로서 거듭나는 과정을 보여주었다. 방탄소년단은 4월 29일 세 번째 미니 앨범 《화양연화 pt.1》를 발매하며 전환점을 마련했다. 이 앨범은 방탄소년단 전 멤버가 작사, 작곡에 참여했으며, 방탄소년단의 청춘 3부작의 시작점으로 청춘이 느끼는 고민과 고뇌, 갈등, 고통 등을 담아냈다. 타이틀 곡 "I NEED U"는 청춘의 사랑에 대한 노래로, 끝나가는 사랑을 붙잡으려는 마음이 담겨있다. 방탄소년단은 데뷔 이래 처음으로 각종 음악 방송 및 차트에서 1위에 오르며 음악 방송 5관왕을 따냈고, 현재까지 30만 장(2017년 기준)을 판매했다. 이후 방탄소년단은 일본, 미국 등으로 활동 영역을 넓혔다. 6월 1일, 일본 네 번째 싱글 〈FOR YOU〉를 발매해 오리콘 싱글 주간 차트 1위에 오른다. 방탄소년단은 2015년 11월 27일부터 29일까지 사흘간 서울 올림픽공원 SK올림픽핸드볼경기장에서 열린 세 번째 단독 콘서트 ‘2015 BTS LIVE «화양연화 on stage»를 성황리에 개최했다. 또한 방탄소년단은 12월 8일과 9일 일본 요코하마 아레나, 12월 26일부터 28일까지 고베 월드 기념홀에서 총 5회에 걸쳐 개최하는 투어 콘서트 ‘2015 BTS LIVE «화양연화 on stage» ~Japan Edition~’를 전석 매진 시켰다. 하지만 소속사 빅히트 엔터테인먼트 관계자는 12월 27일 공식 트위터에 “27일과 28일 고베 월드기념홀에서 개최할 예정이었던 '2015 방탄소년단 라이브 화양연화 온 스테이지 재팬 에디션' 공연을 취소하게 됐다. 공연 전 슈가와 뷔가 어지럼증을 호소해 리허설을 중단하고 현지 병원으로 신속히 이동하여 전문 의료진의 진료를 받았다. CT 촬영 결과 큰 이상이 발견되진 않았으나 공연을 하다가 격렬한 움직임으로 인한 어지럼증일 수 있다는 진단과 함께 추후 상태를 지켜봐야 한다는 소견을 받았다”라고 밝히며 이어 “두 멤버는 소중한 시간을 내어 공연장을 찾아주시는 팬들을 만나기 위해 무대에 오르고 싶다는 강력한 의지를 표했으나 의료진의 권고에 따라 현재 휴식을 취하고 있으며 다행히 빠른 호전 상태를 보이고 있다. 그러나 멤버 전원이 참석하지 않는 공연을 진행하여 부족한 모습을 보여드릴 수 없다고 판단하여 오늘 공연을 포함, 고베 콘서트의 일정을 모두 중단키로 결정했다. 멤버들의 건강 이상으로 공연이 취소됐다”고 설명했다. 또한 공연 취소에 대해 공식적으로 사과하며, 슈가와 뷔는 귀국 후 대한민국에서 정밀검사를 받을 예정으로 취소된 공연의 티켓은 전액 환불 조치된다고 입장을 전했다.
방탄소년단은 2015년 10월 15일 유럽 최대 음악 시상식인 MTV EMA 2015(유럽 뮤직 어워드)에서 가장 활발히 활동한 아티스트를 뽑는 World Wide Act(월드 와이드 액트) 부문의 한국 대표로 선정됐다. MTV EMA는 “2013년 데뷔 이후 빠른 속도로 주목할 만한 성장을 보여주고 있는 차세대 대형 K-POP 아티스트 그룹. 국내는 물론, 아시아를 넘어 전세계에서 차세대 한류를 이끌 주역으로 평가 받고 있다”고 소개하며, “방탄소년단은 직접 음악을 쓰고 작업하며, 방탄의 음악을 통해 본인들의 생각이나 이야기를 전달하려고 한다”고 언급했다. 방탄소년단은 11월 30일 네 번째 미니 앨범 《화양연화 pt.2》를 발매해 타이틀곡 "RUN"은 지난 11월 27일 열린 방탄소년단의 단독 콘서트 ‘화양연화 on stage’에서 처음 공개되었다. 이 곡으로 음악 방송에서 다시 한번 5관왕을 차지하며 1위를 휩쓸었고, 현재까지(2017년 기준) 37만 장을 판매했다. 이들은 이 앨범으로 미국 빌보드 200 차트에서 171위에 랭크되며 빌보드에 첫 입성하는 쾌거를 이뤘다. 또한 12월 8일, 일본 다섯 번째 싱글 《I NEED U (Japanese Ver.)》를 발매해 역시 오리콘 싱글 주간 차트 3위에 올랐다. 2015년 12월 8일 트위터 대한민국은 올 한 해 대한민국에서 가장 많이 리트윗된 골든 트윗으로 방탄소년단의 트윗이 선정됐다고 밝혔다. 해당 트윗은 2015 멜론 뮤직 어워드에서 남자 댄스부문 뮤직스타일상을 수상한 뒤 업로드 된 방탄소년단의 단체 사진으로 이 트윗은 8일 오후 1시를 기준으로 6만 번 이상의 자동 리트윗과 9만 건 이상의 관심글 지정 등 전세계 각국 팬들의 계정을 통해 290만 뷰를 기록했다. 또한 방탄소년단은 함께 발표된 "올해 대한민국 트위터 톱 키워드 및 가장 팔로워 수가 빨리 증가한 계정의 음악 부문"에서 2위를 차지했으며, 글로벌 톱 키워드에서도 음악 부문 6위에 이름을 올렸다. 방탄소년단은 12월 18일 미국 아이튠즈 K-POP 차트에서 방탄소년단의 앨범 《화양연화 pt.2》과 타이틀곡 "RUN"이 톱 앨범차트와 톱 송차트 1위를 차지했다. 12월 30일 미국 빌보드가 선정한 2015년 최고의 K-POP 앨범 4위와 노래 부문 ‘2015 베스트 K-POP 앨범과 2015 베스트 K-POP 노래 20’에 동시에 이름을 올렸으며, 《화양연화 pt.2》와 이 앨범 타이틀곡 ‘RUN’을 각각 4위와 3위로 선정했다. 빌보드는 “방탄소년단은 ‘화양연화 pt.1’의 타이틀곡 ‘I NEED U’로 강렬한 랩과 감성의 조합이라는 독특한 방식으로 차트 진입에 성공했다. 힙합을 기반으로 하는 이 그룹의 새로운 공식은 두 번째 앨범인 ‘화양연화 pt.2’로 더욱 완벽해졌다”고 평했다.

### 2016년

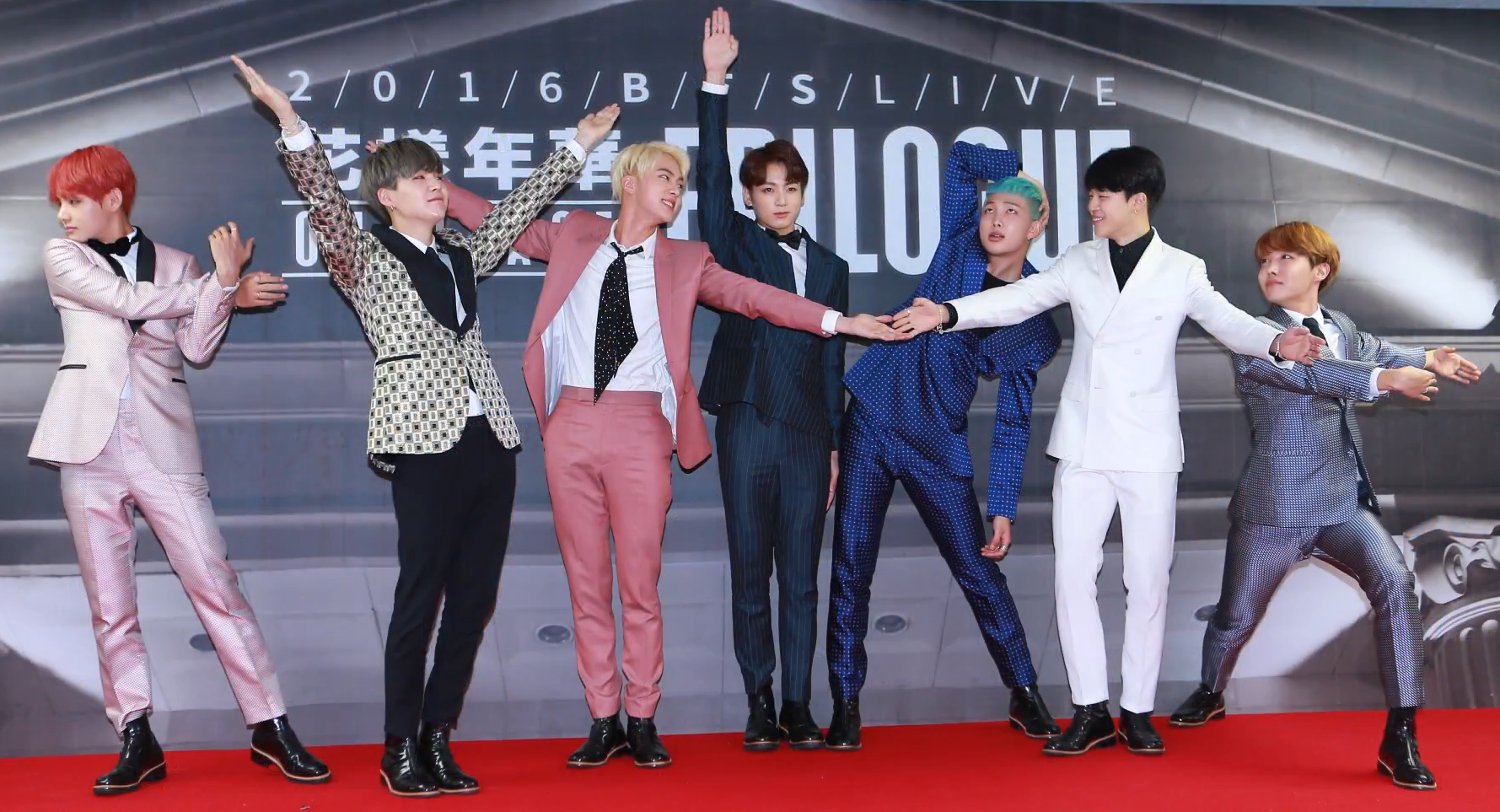
2016년 5월 7일 화양연화 프레스 컨퍼런스에 참석한 방탄소년단

2016년 1월 14일 방탄소년단은 올림픽공원 체조경기장에서 열린 제26회 하이원 서울가요대상에서 미니 앨범 《화양연화 pt.1》과 《화양연화 pt.2》으로 본상과 1월 21일 경희대학교 평화의 전당에서 열린 골든디스크 시상식 음반 부문 시상식에서 본상을 수상했으며, 2월 17일 제5회 가온차트 뮤직 어워드에서 K-POP 월드한류스타상을 수상했다. 2016년 1월 24일 방탄소년단은 고려대학교 화정체육관에서 공식 팬클럽 ‘A.R.M.Y’(아미) 2기 팬미팅 《2016 BTS 2ND MUSTER [ZIP CODE : 22920]》을 개최하고 두 번째 공식 글로벌 팬미팅을 성공적으로 마쳤다. 3월 15일 일본 여섯 번째 싱글 〈RUN (Japanese Ver.)〉을 발매하며 오리콘 싱글 주간 차트 2위에 오른다. 2016년 3월 21일 미국의 경제 전문지 포브스에서 트위터 창사 10주년을 맞아 보도한 내용에 따르면 방탄소년단은 539만 여 건의 리트윗을 기록, ‘지난 한 달 간 트위터에서 가장 많이 리트윗된 아티스트’로 1위에 선정되었다. 그리고 5월 2일에는 두 번째 리패키지 앨범 《화양연화 Young Forever》을 발매했다. 리믹스버전까지 23곡으로 방탄소년단은 4월 27일 자정 0시 공식 채널을 통해 스페셜 앨범 ‘화양연화 Young Forever’의 트랙리스트를 공개했다. 공개된 트랙리스트 이미지에는 이번 스페셜 앨범의 첫 번째 뮤직비디오로 공개된 "EPILOGUE : Young Forever"를 비롯해 "불타오르네 (FIRE)", "Save ME" 등 신곡 3곡의 제목이 기재돼 있으며, 이는 ‘화양연화’ 시리즈를 총망라하는 스페셜 앨범이기 때문에 《화양연화 pt.1》과 《화양연화 pt.2》의 수록곡과 기존 곡들의 리믹스 버전까지 2CD에 총 23개의 트랙들이 수록되어 있다. 타이틀곡은 "불타오르네 (FIRE)"로, 일렉트로 트랩(Electro Trap) 장르의 곡이다. 방탄소년단은 이 앨범이 팬서비스 차원에서 계획된 스페셜 앨범인 만큼 5월 둘째 주 한주 동안만 음악 방송 무대에 올랐다. 이 곡으로 또 다시 1위를 했으며, 2017년 기준 36만 장을 판매했다. 또한 이 앨범으로 미국 빌보드 200 차트에서 107위에 랭크되며 빌보드 200에 다시 한 번 이름을 올렸다. 지난 11월 발매한 미니앨범 《화양연화 pt.2》로 빌보드 200 차트에 171위로 최초 진입한 방탄소년단은 이 스페셜 앨범으로 약 70계단 상승했다. 이외에도 월드 디지털송 차트에서는 타이틀곡인 "불타오르네 (FIRE)"를 비롯해 "Save ME", "EPILOGUE : Young Forever"가 나란히 1위부터 3위를 석권, 신곡 3곡이 모두 해당 차트에 진입했다. 방탄소년단은 5월 7일 서울 올림픽공원 체조경기장에서 진행된 네 번째 단독 콘서트 ‘2016 BTS LIVE 화양연화 온 스테이지: 에필로그(on stage : epilogue)’를 개최하며 올림픽체조경기장에 첫 입성했다. 방탄소년단은 “체조경기장에서 꼭 한 번 공연을 해보고 싶었다. 단계별로 경기장을 거치면서 감회가 새롭다”고 감회를 밝히기도 했다.

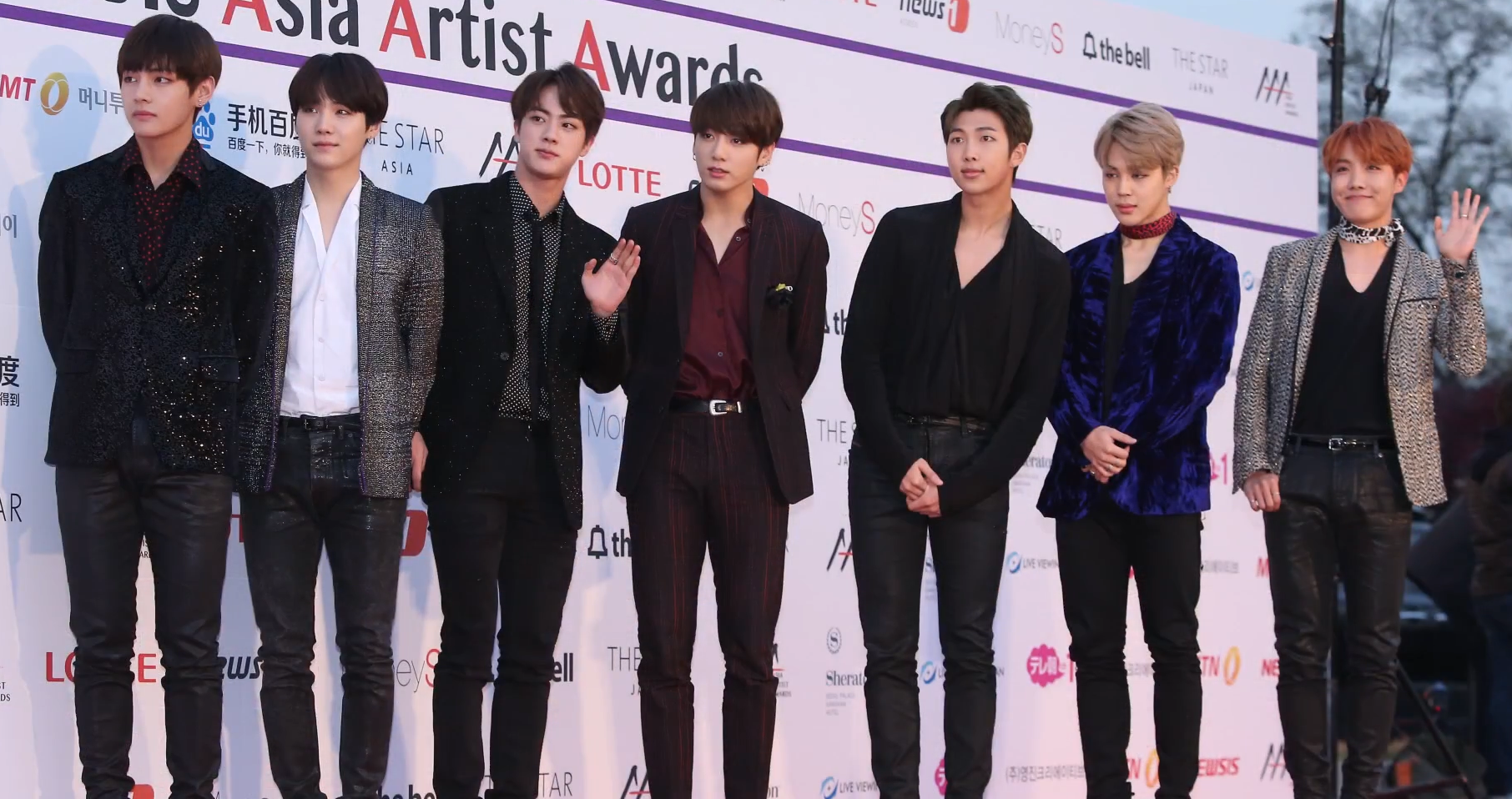
2016년 11월 16일 아시아 아티스트 어워즈에 참석한 방탄소년단

이후 6월부터 8월까지 대만과 마카오, 중국(난징, 베이징), 일본(오사카, 나고야, 도쿄), 필리핀(마닐라), 태국(방콕) 등 총 7개국 10개 도시에서 13회에 걸쳐 진행되는 아시아 투어에 돌입했다. 2016년 9월 8일, 일본 두 번째 정규 앨범 《YOUTH》를 발매하며 오리콘 앨범 주간 차트 1위에 올랐다. 트위터 내에서 가장 많이 공유되거나 언급된 노래를 기준으로 선정하는 트위터 톱 트랙 차트(10월 1일 기준)에서 《화양연화 Young Forever》의 수록곡 "Save Me"와 "불타오르네"는 10주 이상 순위에 들었다. 방탄소년단은 10월 10일 두 번째 정규 앨범 《WINGS》를 발매하며 활동을 이어갔다. 이 앨범은 《DARK&WILD》이후 2년 만에 발표하는 정규 앨범으로 유혹을 만난 소년들의 갈등과 성장에 대한 이야기를 담았으며, 타이틀곡 "피 땀 눈물"은 뭄바톤 트랩(Moombahton Trap) 장르의 곡이다. 데뷔 이후 처음으로 멤버 전원의 솔로곡이 수록 되었다. 또한 대한민국 주요 음원 차트 석권과 음악 방송 프로그램 6관왕을 달성했으며, 2016년 10월부터 12월 두 달간 총 75만 장의 판매고로 역대 최다 판매 신기록을 경신했다. 특히 이 판매량은 가온차트 집계 사상 최고 판매량 기록을 세웠다. 2017년 기준 84만 장 이상이 팔렸다. 이들은 이 앨범으로 미국 빌보드 200 차트에서 26위에 랭크되었다. 이외에도 빌보드 월드 앨범 차트, 빌보드 디지털 송 차트 1위를 차지했다. 또한 대한민국 가수 최초로 영국 오피셜 앨범차트 62위를 비롯해 인디 앨범차트 16위에 진입했다. 이외에도 일본 음반 매장 타워레코드 종합 앨범 최신 주간 차트 1위, 중국 동영상 사이트 인위에타이 V차트 한국 지역 주간 순위 1위, 전 세계 아이튠즈 97개국 차트 1위, 미국 애플뮤직 차트 1위에 올랐다. 2016년 7월 31일 제44회 한국방송대상 가수상과 10월 27일 문화체육관광부와 한국콘텐츠진흥원 주최로 서울 국립극장 해오름 극장에서 열린 2017 대한민국 대중문화예술상 시상식에서 데뷔 3년만에 문화체육관광부 장관 표창을 수상했다. 11월 19일 멜론 뮤직 어워드 올해의 앨범상과 12월 2일 엠넷 아시안 뮤직 어워드 올해의 가수상을 연이어 수상하며 데뷔 4년 만에 첫 대상을 수상했다. 방탄소년단은 11월 12일과 13일 양일간 서울 고척스카이돔에서 공식 팬클럽 ‘A.R.M.Y’(아미) 3기 팬미팅 《2016 BTS 3RD MUSTER [ARMY.ZIP+]》을 개최하며 3만 8천여 명의 관객을 동원하며 세 번째 공식 글로벌 팬미팅을 마쳤다.

### 2017년

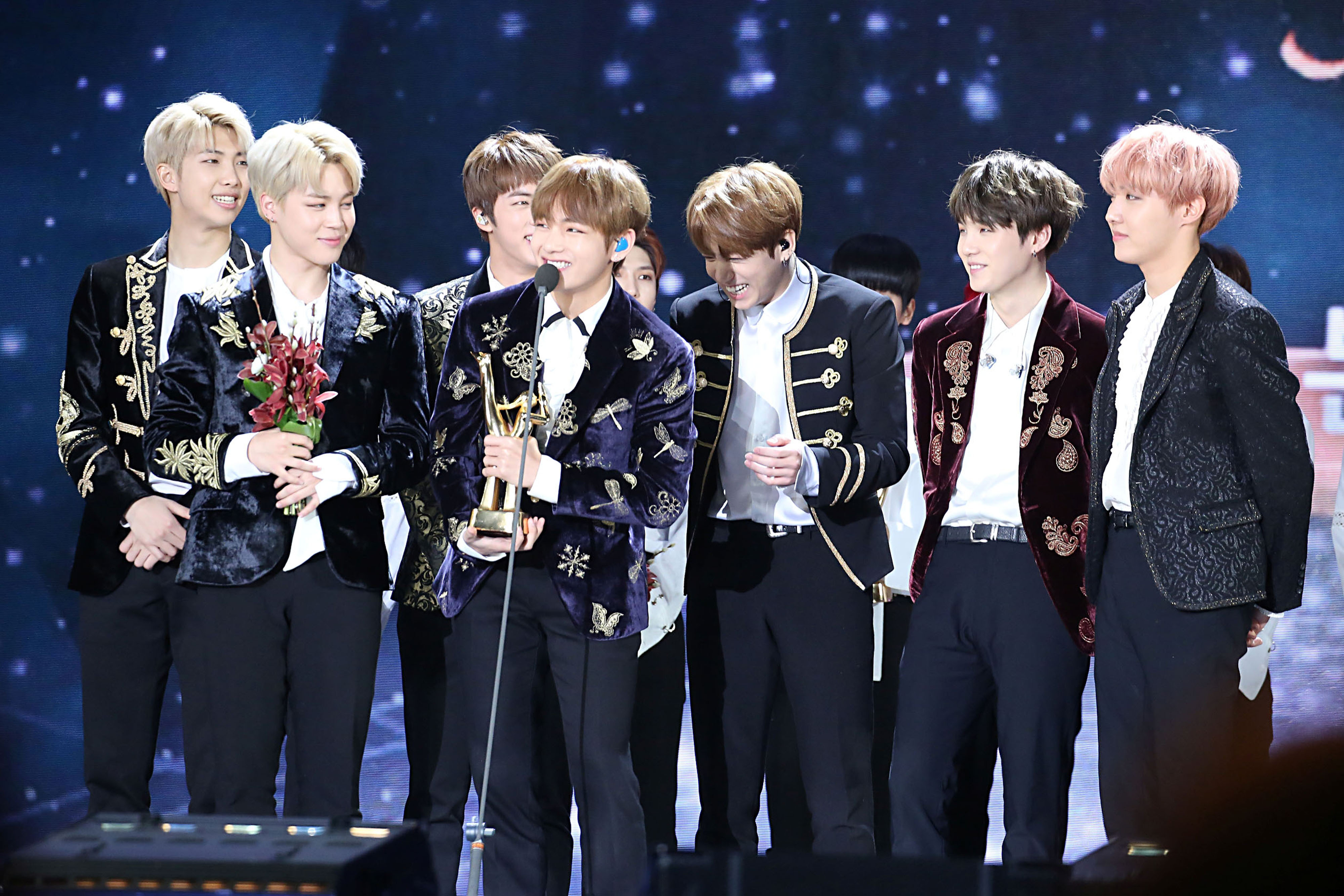
2017년 1월 14일 골든디스크 어워드에 참석한 방탄소년단

BTS는 2017년 1월 13일 경기도 일산 킨텍스에서 열린 골든디스크 시상식에서 음반 부문 시상식에서는 두 번째 정규 앨범 《WINGS》로 3년 연속 본상을 수상하는 등 글로벌 K팝 아티스트상 및 2관왕을 차지했으며, 1월 19일 제26회 하이원 서울가요대상에서 3년 연속 본상과 동시에 최고 앨범상 및 4관을 차지했다. 2월 22일 제6회 가온차트 뮤직 어워드에서 올해의 가수상 음반부문 4분기 및 2관왕을 차지했다. 2017년 2월 13일 방탄소년단은 스페셜 앨범 《YOU NEVER WALK ALONE》을 발매하며 컴백했다. 이 앨범은 선주문량만 70만 장의 최다 선주문량 수치를 기록했고, 유튜브 조회수 1,000만을 26시간 38분만에 달성시켜 K-pop 그룹의 역대 유튜브 조회수를 경신했다. 또 이 앨범으로 미국 빌보드 200 차트에서 61위를 차지했다. 타이틀곡인 "봄날"은 미국 아이튠즈에서 8위를 기록하며 K-pop 그룹 최초로 탑10에 진입했고, "Not Today"는 11위, 그리고 나머지의 새로운 수록곡들도 모두 30위 안에 진입했다. 특히 "봄날"은 미국 빌보드 버블링 언더 핫 100 차트에서 15위를 차지하며 미국에서 프로모션이 전혀 진행되지 않은 상태였고, 쟁쟁한 경쟁곡들과는 다르게 데이터 취합 기간이 짧았음에도 불구하고 K-pop 가수로서 새 역사를 썼다. 이 차트는 빌보드 핫 100에 진입하지 못한 25위까지의 순위를 나타낸 차트로, 핫 100 차트와 동일하게 곡 판매량, 라디오 에어플레이, 스트리밍 데이터를 기반으로 선정된다. 또한 "봄날" 뮤직비디오는 공개 후 26시간 38분 만에 1천만 뷰를 돌파하며 K-pop 그룹 사상 최단 기록을 세웠고, 이어 "Not Today" 뮤직비디오는 공개 21시간 38분 만에 유튜브 조회수 1029만 3859건을 기록하며 조회수 1000만 뷰를 돌파하며 자체 기록을 경신했다. 방탄소년단은 2017년 2월 18부터 19일까지 서울 고척스카이돔에서 ‘2017 BTS LIVE TRILOGY: EPISODE III. THE WINGS TOUR’을 개최했다. 이후 칠레 산티아고, 브라질 상파울루, 미국 뉴어크와 애너하임 등 4개국 5개 도시에서 총 7회 공연하며 월드 투어를 이어 나갔고, 방탄소년단은 이에 앞서 2월 12일부터 13일까지 서울 고척스카이돔에서 열린 글로벌 공식 팬클럽 ‘A.R.M.Y’(아미) 3기 팬미팅에서 3만 8,000명을 동원했다. 방탄소년단은 2017년 4월 아시아 가수로는 유일하게 글로벌 소셜 미디어 시상식인 미국 쇼티 어워즈에서 뮤직상 부문에서 상을 수상했다. 이후 5월에는 미국 라스베이거스 T-모바일 아레나에서 열린 미국의 최대 음악 시상식인 빌보드 뮤직 어워드에 공식 초청을 받아 K-pop 그룹 최초로 시상식에 참석했으며 저스틴 비버, 셀레나 고메즈, 아리아나 그란데, 션 멘데스를 제치고 톱 소셜 아티스트상 부문을 수상하는 이변을 일으켰다. 방탄소년단은 빌보드의 소셜 50 차트가 집계된 이후 3번째로 1위에 많이 오르며 아시아를 넘어 전세계 고른 인기를 증명해내며 K-pop 그룹으로는 최초의 쾌거를 이뤄냈다. 이어 5월 30일 발매한 일본 두 번째 싱글 〈피, 땀, 눈물(血、汗、涙) (Japanese Ver.)〉은 발매 첫날 14만 1243 포인트를 기록해 데일리 싱글 차트 1위를 차지했고, 이날 타워레코드 온라인 데일리샵 종합 1위는 물론 타워레코드 시부야점 데일리 종합 차트 1위, HMV 아시아 음반 차트 1위와 아이튠즈 일본 뮤직비디오 차트 1위를 차지했다. 발매 첫 주 총 23만 8795 포인트를 기록하며 오리콘 주간 싱글 차트 1위에 올랐다. 해외 아티스트로는 통산 두 번째로 최단 기간(2년 11개월만) 20만 포인트 돌파 기록을 세웠으며, 해외 힙합 아티스트 최초 주간 싱글 차트 20만 포인트 돌파 기록도 세우는 등 방탄소년단의 일본 내 인기와 영향력을 입증했다. 2017년 9월 2일 방탄소년단은 서울올림픽주경기장에서 열린 서태지 데뷔 25주년 기념 공연 ‘롯데카드 무브ː사운드트랙 vol.2 서태지 25’에 스페셜 게스트로 참여해 무대에 올랐다. 서태지의 공식적인 초대를 받아 스페셜 게스트 자격으로 함께 무대에 오른 방탄소년단은 "난 알아요"부터 "이 밤이 깊어가지만", "환상 속의 그대", "하여가", ,"너에게", "교실이데아", "컴백홈" 등까지 서태지와 아이들 1집부터 4집까지 엄선한 노래를 화려한 퍼포먼스와 함께 구현해 뜨거운 환호를 받았다.

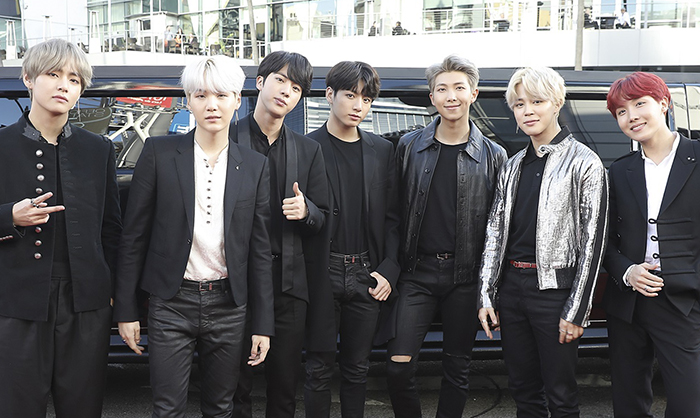
2017년 11월 19일 아메리칸 뮤직 어워드에 참석한 방탄소년단

2017년 9월 18일 방탄소년단은 다섯 번째 미니 앨범 《LOVE YOURSELF 承 'Her'》를 발매했다. 타이틀곡은 "DNA"로 청춘의 풋풋하고 패기 넘치는 사랑의 마음을 표현한 곡이며, 일렉트로 팝을 기반으로 중독적인 휘파람 소리와 어쿠스틱한 기타 사운드가 어우러지면서 방탄소년단답지만 기존의 팀 컬러와 차별화되기도 하는 업그레이드된 사운드를 선사했다. 방탄소년단은 9월 21일 엠넷에서 단독 컴백쇼 《COMEBACK SHOW - BTS DNA》를 열고 새 앨범의 무대를 최초로 공개했다. 이 앨범은 가온차트가 11월 9일 발표한 2017년 10월 앨범 차트에 따르면 당시 국내에서만 판매량 137만장을 기록했는데 단일 앨범이 120만 장 이상 팔린 것은 2001년 11월 발표된 god 4집 앨범 144만 장 이후 16년 만이다. 특히 이 앨범으로 발매 첫 주 7위(한국 가수 중 최고 순위이자 아시아 신기록)로 빌보드 200에 진입하며 5개 앨범이 연속 빌보드 200 차트에 오르는 기염을 토했고 6주 연속 차트에 머무르다 순위권을 벗어난 지 한 달 만에 다시 이름을 올렸으며, 한국 가수 최초 4주 연속 미국 빌보드 메인 차트인 빌보드 핫 100과 빌보드 200에 동시 오르는 기염을 토했다. 이후에도 빌보드 200에서 무려 21주 동안(2018년 3월 6일 기준) 머무르며 전 세계적인 인기를 증명했다. 특히 "DNA"는 방탄소년단의 첫 번째 핫 100 진입 곡으로 빌보드 핫 100에서 85위로 진입한 데 이어 일주일 만에 67위로 뛰어오르면서 지난 2009년 원더걸스가 "Nobody"(영어 버전)로 76위로 세운 K-pop 그룹 최고 순위 또한 갈아치웠다. 9월 23일 영국 오피셜 앨범차트 14위와 싱글 차트 90위에 동시 진입해 한국 가수 최고 기록을 세웠으며, 2주 연속 영국 오피셜 싱글과 앨범차트 동시에 이름을 올렸다. 미국 빌보드와 양대 팝 차트로 평가 받는 영국 오피셜 차트에서 한국 가수가 앨범차트에 진입한 것은 2016년 10월 방탄소년단이 《WINGS》 앨범으로 세운 62위 기록이 최초로, 1년만에 다시 입성하며 자체 기록을 경신한 것이다. 또한 타이틀곡 "DNA"의 싱글 차트 90위 진입은 방탄소년단이 한국 가수로서는 싸이 이후 두번째 기록이다. 같은 날 스웨덴(sverigetopplistan) 13위, 벨기에(ULTRATOP BELGIAN CHARTS) 18위, 아일랜드(IRMA) 19위, 이탈리아(Top Of The Music) 56위, 독일(Offizielle Deutsche Charts) 57위 등 유럽 주요 국가의 앨범 차트에 대거 진입하는 기록을 동시에 세웠고, 73개국 아이튠즈 앨범차트에서 1위를 차지하는 등 월드 스타로서의 위상을 다시 한번 입증했다. 또 "DNA" 뮤직 비디오는 9월 18일 오후 6시 공식 유튜브 채널을 통해 공개된 후 8시간 4분만인 19일 오전 2시 4분경 1000만 뷰를 넘기며 한국 가수 역대 최단 기간 유튜브 조회수 1000만 건을 돌파하는 대기록을 세웠고, 9월 18일 오후 6시 20시간 48분만인 19일 14시 48분경 2000만 뷰를 넘기며 한국 가수 최단 기간 유튜브 조회수 1000만 뷰 돌파 기록에 이어 2000만 뷰 돌파도 세우며 연이어 신기록을 경신했다. 10월 12일 오후 7시 23분경 유튜브 조회수 1억 뷰를 넘기며 24일 1시간 23분 만에 이룬 기록으로, K-pop 그룹 사상 최단 기간 1억 뷰를 돌파했고, 3개월 만인 12월 17일 10시 30분경 유튜브 조회수 2억 뷰를 넘기며 K-pop 그룹 사상 최단기간 2억 뷰를 돌파했다. 이후 2018년 3월 7일 오전 11시 19분경 3억 뷰를 기록했다. 이는 지난해 2017년 9월 18일 오후 6시 공개 이후 5개월여 만에 거둔 K-pop 그룹 사상 최단 기록이다. 10월 12일 방탄소년단은 엠넷에서 콘서트를 연상시키는 특집 프로그램 《BTS 카운트다운》로 대한민국 활동을 성공적으로 마무리하며, 팬들에게 즐거움을 선사했다. 지난 10월 16일 예약 판매를 시작한 일본 여덟 번째 싱글 〈MIC Drop/DNA/Crystal Snow〉은 11월 19일까지 30만장이 넘는 선주문량을 기록했고, 12월 6일 발매 직후 6일 연속 일본 대표 차트 오리콘 데일리 차트 1위와 주간 차트 1위를 차지하며 인기를 입증했다. 일본어 신곡 "Crystal Snow"는 아이튠즈 글로벌 싱글 차트에 4위로 진입했고, 전세계 아이튠즈 탑200 싱글 차트 중 스웨덴, 슬로베니아, 홍콩, 필리핀, 태국, 베트남, 사우디아라비아, 엘살바도르, 니카라과, 아랍에미레이트 등 10개국 차트에서 1위를 기록했다. 방탄소년단은 2017년 연말 발표된 '오리콘 싱글 연간 차트 2017'에서 13위와 22위(지난 5월 10일에 발매한 일곱 번째 일본 싱글 "피 땀 눈물")에 올랐다. 이는 한국 가수 중 1위와 2위를 모두 차지한 것으로, 이는 역대 K팝 가수 중 최고 순위다. 또한 2018년 1월 15일 일본 레코드협회가 발표한 '골드 디스크 인정 작품'에 따르면 방탄소년단의 여덟 번째 일본 싱글 "MIC Drop/DNA/Crystal Snow"은 50만장 이상의 판매량을 기록해 '더블 플래티넘'을 기록했다. 2017년 일본에서 싱글 앨범을 발매한 해외 아티스트 중 '더블 플래티넘'을 달성한 아티스트는 방탄소년단이 유일하다.
2017년 11월 13일 방탄소년단의 트위터 코리아 공식 계정은 2017년 11월 13일, 방탄소년단 그룹 공식 트위터(@BTS_twt) 팔로워 수가 대한민국 최초로 1000만을 기록했다고 발표했다. 또 방탄소년단은 지난 9월에는 기네스 월드 레코드에서 발표한 '기네스 세계기록 2018'에 따르면, 방탄소년단은 '트위터 최다 활동' 남성 그룹 부문에서 리트윗 수 15만 2,112회를 기록해 기네스북에 오르며 막강한 영향력을 자랑했다. 11월 19일 미국 캘리포니아주 로스앤젤레스 마이크로 소프트 공연장에서 열린 미국 3대 음악 시상식으로 꼽히는 아메리칸 뮤직 어워드에서 "DNA" 무대를 선보인 방탄소년단은 미국 유력 매체들의 극찬을 받으며 성공적인 미국 데뷔 무대를 가졌다. K-pop 그룹 최초이자 2017년 올해 아시아 뮤지션으로서는 유일하게 '퍼포머'로 초청받은 방탄소년단은 엔딩 직전 무대를 배정받는 대우를 받았고, 포브스, 빌보드, 할리우드 리포터, 팝크러시 등 여러 언론의 주목을 받았다. 방탄소년단 멤버들은 레드카펫 인터뷰에서 미국 TV에 데뷔하는 것이 믿기지 않는다고 말하며 “'아미(팬클럽명)' 덕분에 이 자리에 설 수 있게 됐다”고 감사 인사를 했다. 또 'AMA's' 무대에 오른 이후, 미국 CBS 심야 토크쇼 《더 레이트 레이트 쇼 위드 제임스 코든》, NBC 토크쇼 《엘런 디제너러스 쇼》, ABC 토크쇼 《지미 키멜 라이브》에 연이어 출연했고, ABC 신년맞이 쇼 《딕 클라크스 뉴 이어스 로킹 이브》 녹화를 마치며 미국 지상파 간판 토크쇼까지 섭렵했다. 11월 24일 방탄소년단은 세계적인 DJ 스티브 아오키와 래퍼 디자이너가 참여한 "MIC Drop"의 리믹스 버전을 발매한다고 발표했다. 이 곡은 빌보드 핫 100 차트에서 28위로 첫 진입했다. 이는 방탄소년단의 자체 기록이자 K-pop 그룹 최고의 기록이다. 이외에도 닐슨 뮤직에 따르면 한국어로 출시된 이 싱글은 첫 주 980만 스트리밍과 4만 5000건의 다운로드를 기록했다. 또 디지털 송 세일즈차트에서는 4위를 차지, 앞서 "DNA"가 37위를 기록한 것에 이어 다시 한 번 높은 순위를 기록했으며, 스트리밍에서는 47위를 차지했다. 영국 오피셜 싱글 차트에서 46위를 비롯해 K-pop 그룹 최초로 미국 아이튠즈 '톱 송 차트' 1위(이틀 연속 1위)는 물론 북, 남미와 유럽, 아시아 등 60여 개국에서 1위를 차지했다. 또한 1월 9일 미국 빌보드가 발표한 1월 13일자 최신 차트에 따르면 방탄소년단의 "MIC Drop" 리믹스가 메인 차트인 빌보드 핫 100 차트 66위에 이름을 올렸으며, 이는 지난주 82위에서 16계단이나 상승하며 순위를 역주행 한 결과로, 현재까지(2018년 2월 6일 기준) 10주 연속 메인 차트인이라는 대기록을 세웠다. 또 "MIC Drop" 리믹스 뮤직비디오는 11월 24일 오후 6시 공식 유튜브 채널을 통해 공개된 후 14시간 47분만인 25일 오전 8시47분경 1000만 뷰를 넘기며, 지난 9월 발매된 방탄소년단의 "DNA"를 이어 K-pop 곡 중 두 번째 최단기록을 달성했다. 특히 이 곡은 미국 인기 드라마 《실리콘 밸리(Silicon Valley) 시즌 5》의 공식 티저 배경음악(BGM)으로 사용되며 다시 한 번 화제를 모았으며, 미국 케이블 채널 HBO는 방탄소년단의 "MIC Drop" 리믹스를 배경음악으로 삽입한 드라마의 공식 티저 영상을 유튜브를 통해 전격 공개했다. 방탄소년단은 12월 1일 엠넷 아시안 뮤직 어워즈에서 올해의 가수상을 포함한 3관왕과 12월 2일 멜론 뮤직 어워즈에서 올해의 노래상을 포함한 5관왕을 차지했다. 방탄소년단은 12월 8일부터 10일 사흘간 서울 고척스카이돔에서 6만명의 팬을 동원하며 뜨거운 열기 속에 ‘2017 BTS LIVE TRILOGY EPISODE III THE WINGS TOUR THE FINAL’을 마무리했다. 12월 13일 방탄소년단의 "DNA"가 ‘2017 빌보드 베스트송 100(Billborad’s 100 Best Songs of 2017)’에 49번째로 소개되며 K-pop 가수로는 유일하게 방탄소년단이 선정됐다. 방탄소년단은 2017년 12월 31일 미국 전역에 생중계 된 ABC의 신년맞이 쇼 《뉴 이어스 로킹 이브 2018》에 국내 가수로는 지난 2012년 싸이 이후 역대 두 번째로 출연하며 2017년을 화려하게 마무리했다.

### 2018년

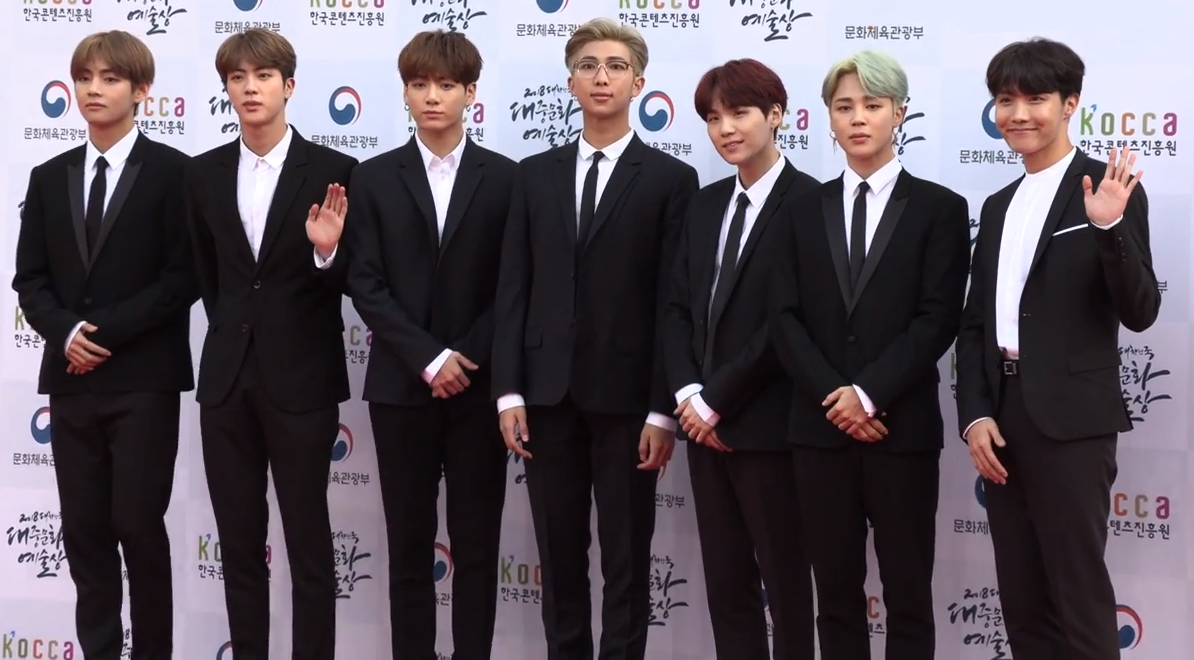
2018년 10월 24일 방탄소년단

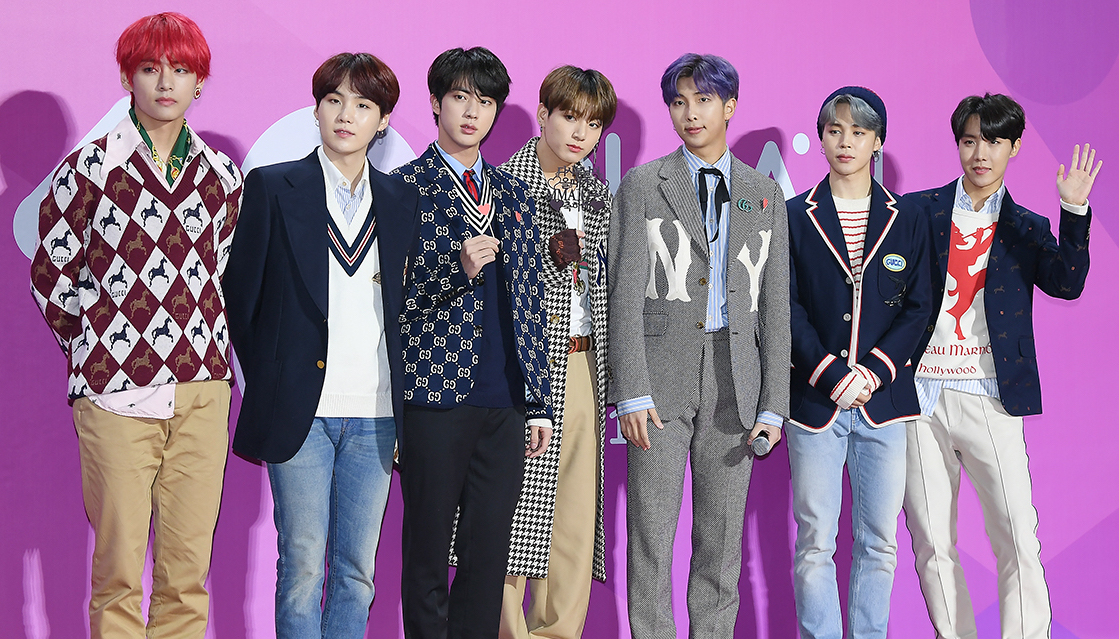
2018년 12월 1일 멜론 뮤직 어워드에 참석한 방탄소년단

방탄소년단은 2018년 1월 10일과 11일 경기도 일산 킨텍스에서 열린 골든디스크 시상식에 이례적으로 양일간 출연하여 첫 날 음원 부문 시상식에서 "봄날"로 첫 음원부문 본상을 수상을 했고, 둘째 날 음반 부문 시상식에서는 미니 앨범 《LOVE YOURSELF 承 'Her'》로 가온차트 누적 집계 사상 최다 판매량인 149만 장의 판매고를 기록, 단일앨범 최다 판매량을 경신하며 대상을 수상했다. 방탄소년단은 1월 13일부터 14일 양일간 서울 고척스카이돔에서 팬클럽 ‘A.R.M.Y’(아미) 4기 팬미팅인 ‘BTS 4TH MUSTER [Happy Ever After]’로 첫 공식 활동의 포문을 열며 전 세계 4만여 명의 팬들과 만났다. 1월 25일 제27회 하이원 서울가요대상에서 2관왕을 차지하며 첫 대상을 수상했다. 2018년 2월 4일, 방탄소년단의 미국 프로모션 측에서는 "MIC Drop" 리믹스 버전이 미국 레코드 산업협회(RIAA)로부터 골드 디스크 인정을 받았다고, 공식 SNS를 통해 밝히며 미국 빌보드 등의 언론 매체에 보도 되었다. 미국 레코드 산업협회는 미국에서 출시된 앨범의 판매량 및 누적 판매량 등 다양한 음반 정보를 집계하는 단체로 50만 장 이상 팔린 레코드에 골드 디스크를 시상하는데, 최근에는 그 범위가 음원 다운로드 및 스트리밍, 유튜브 분야까지 확장되면서 방탄소년단 역시 미국 레코드 산업협회의 골드 디스크 인증을 받게 되었다. 2월 12일 미국 빌보드는 “방탄소년단이 스티브아오키와 협업한 "MIC Drop" 리믹스 버전에 이어 "DNA"도 골드 인증(50만장 판매고)을 받았다”고 보도했다. 2월 13일 방탄소년단은 제7회 가온차트 뮤직 어워드에서 올해의 가수 오프라인 음반 부문 1분기, 올해의 가수 오프라인 음반 부문 3분기 2관왕을 차지했다. 2월 28일 방탄소년단은 구로아트밸리 예술극장에서 제15회 한국대중음악상 시상식에서 아이돌 최초로 올해의 음악인상을 수상했다. 김윤하 선정위원은 “한국 대중음악 안에서 태어난 한 그룹이 스스로를 질료로 완성한 음악과 세계관으로 한국은 물론 전 세계에 퍼져 있는 동시대 젊음을 사로잡았다. '2017년'과 '방탄소년단', 결코 떼어놓고 이야기할 수 없다”고 선정 이유를 밝혔다. 3월 8일 가온차트가 발표한 ‘2018년 2월 앨범 차트’에 따르면 방탄소년단의 《LOVE YOURSELF 承 'Her'》는 2월 2만 8090장이 판매돼 지난 해 9월 18일 출시 이후 누적 판매량 161만 3,924장을 달성했다. 방탄소년단은 3월 11일 아이하트라디오에서 주최하는 2018 아이하트라디오 뮤직 어워즈에서 베스트 보이밴드상과 베스트 팬덤상을 수상했다. 특히 베스트 팬덤상은 각종 SNS(사회관계망서비스)에서 거론된 횟수를 반영한 상으로, 방탄소년단은 시상식에 참석하지 못한 대신 트위터에 공개한 영상에서 “이 상을 받을 수 있도록 전 세계에서 열심히 투표해준 우리 아미들 감사합니다. 이 상은 아미 여러분이 만들어준 상입니다”라고 수상 소감을 밝혔다.
방탄소년단은 2018년 4월 5일 일본 세 번째 정규 앨범 《FACE YOURSELF》을 발매했고, 일본 드라마 《시그널 장기 미제 사건 수사반》의 주제가로 기용된 "Don't Leave Me"까지 총 12곡이 수록됐다. 일본 오리콘 차트에 따르면 발매 첫날 18만 8085포인트를 올려 데일리 앨범 차트 1위를 차지했다. 또 빌보드 200 차트에서 43위로 첫 진입했고, 방탄소년단은 6개 앨범이 연속 빌보드 200 차트에 진입했다. 이외에도 전 세계 49개 지역 아이튠즈 ‘톱 앨범 차트’ 1위를 차지했으며, 수록곡 "Don't Leave Me"는 35개 지역 ‘톱 송 차트’ 1위에 올랐다. 2018년 4월 6일 자정 빅히트 엔터테인먼트는 공식 SNS 채널을 통해 방탄소년단의 새로운 'LOVE YOURSELF' 시리즈 ‘Euphoria : Theme of LOVE YOURSELF 起 Wonder’ 영상을 공개했다. 지난해 9월 "DNA"를 타이틀곡으로 내세운 《LOVE YOURSELF 承 'Her'》앨범에 이은 기(起)이다. 4월 17일에는 이별을 마주한 소년들의 아픔을 담아낸 정규 3집 《LOVE YOURSELF 轉 'Tear'》를 8개월 만인 다음 달 5월 18일 발매한다고 발표했다. 방탄소년단은 4월 18일부터 21일까지 요코하마 아레나, 23일부터 24일까지 오사카성 홀에서 2개 도시 6회 공연에 걸쳐 일본 공식 팬미팅 'BTS JAPAN OFFICIAL FANMEETING VOL.4 ~Happy Ever After~'를 개최했다. 방탄소년단은 2018년 4월 24일 빌보드 뮤직 어워드 시상식에 퍼포머로서 출연을 확정했다. 2018년 5월 18일 방탄소년단은 정규 3집 《LOVE YOURSELF 轉 'Tear'》를 발매했다. 타이틀 곡인 "FAKE LOVE"는 운명인 줄 알았던 사랑이 거짓이었다는 것을 깨닫는 내용으로 앨범 전체의 테마를 보여주는 곡이다. 같은 날 공개된 "FAKE LOVE"의 뮤직 비디오는 5월 18일 오후 10시 55분경 공개 4시간 55분만에 1000만 조회수를 돌파한데 이어, 8시간 54분만인 5월 19일 오전 2시 54분경 2000만 뷰를 넘겼다. 이후 공개 후 9일만인 5월 27일 오전 2시 45분경 1억 조회수를 기록했는데, 이는 방탄소년단 뮤직 비디오 조회수 사상 최단 시간 기록이다. 2018년 5월 20일 미국 라스베이거스 T-모바일 아레나에서 개최되고 미국 NBC에서 생중계 된 2018 빌보드 뮤직 어워드에서 퍼모퍼 가수로 참석한 방탄소년단은 2년 연속 톱 소셜 아티스트상을 수상했다. 또한 이날 방탄소년단은 "FAKE LOVE" 무대를 공개했다. 2018년 5월 24일 방탄소년단의 《LOVE YOURSELF 轉 'Tear'》는 한터차트에 따르면 음반 발매를 시작한지 일주일(5월 18일~24일) 동안 총 100만 3524장의 판매했고, 첫 주 음반 판매량 100만장을 돌파했다. 방탄소년단은 5월 24일 엠넷에서 단독 컴백쇼 《BTS COMEBACK SHOW : HIGHLIGHT REEL》를 열고 전 세계 팬들을 위한 컴백 특집 방송으로 대한민국 무대에 컴백했다. 또한 방탄소년단은 7개 앨범이 연속 빌보드 200 차트에 올랐고 미국 빌보드 메인 차트인 빌보드 200에서 1위로진입했다. 미국 빌보드가 발표한 5월 29일자 최신 차트에 따르면 방탄소년단의 "FAKE LOVE" 가 메인 차트인 빌보드 핫 100 차트에서 10위로 첫 진입, K-pop 그룹 중 최초로 빌보드 싱글 차트 10위 'TOP 10'에 랭크했다. 2018년 8월 24일, 네번째 정규앨범 《LOVE YOURSELF 結 'Answer'》으로 컴백했다. 타이틀 곡은  'IDOL'이며 미국빌보드 200 차트에서 LOVE YOURSELF 「LOVE YOURSELF 결 'Answer'」으로 또 다시 1위를 차지했다. 또한 본래는 2018년 11월에 발매할 예정인 방탄소년단의 일본 앨범에 "버드"(Bird)를 수록하려고 했었다. 그러나 방탄소년단의 팬클럽은 이 곡을 작사한 아키모토 야스시는 그간 우익 성향을 내비쳤으며, 과거 작업한 가사에 여성 혐오 논란이 있었다며 문제를 제기했고, 소속사인 빅히트엔터테인먼트는 2018년 9월 16일, 수록곡 "버드"(Bird)를 삭제하고, "아이돌"(IDOL)과 "페이크 러브"(FAKE LOVE)의 리믹스 버전을 추가하겠다고 밝혔다. 2018년 9월 25일, 미국 뉴욕의 UN 본부 신탁통치이사회 회의장에서 열린 유니세프의 새로운 청소년 어젠다 '제너레이션 언리미티드'(Generation Unlimited) 파트너십 출범 행사에 참석하여 연설을 했다.

### 2019년

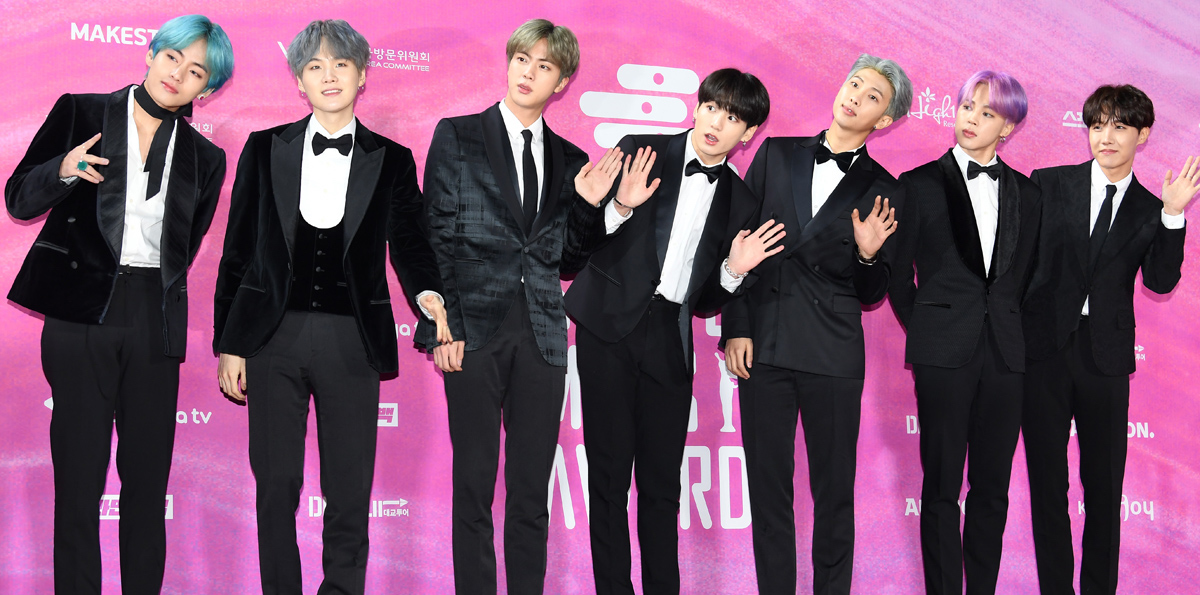
2019년 1월 15일 서울가요대상에서 방탄소년단

2019년 2월 11일, 방탄소년단은 제61회  그래미 어워드에 시상자로 공식 초청돼 한국인 최초로 레드카펫을 밟았다. 베스트 R&B 앨범 부문 시상자로 나섰다.
2월 25일에는 아미피디아 (ARMYPEDIA) 'ARMY들이 만드는 BTS의 기억저장소'가 큐알코드를 포함한 사진이 전세계에 공개되며 시작되었다. 이어서 3월 방탄소년단은 스타드 드 프랑스, 메트라이프 스타디움, 로즈볼 등 여러 경기장에서 만남을 갖는 러브 유어셀프 투어를 발표했다. 모든 날짜는 2시간도 안 돼 매진되었다. 2019년 4월 12일, 방탄소년단은 여섯 번째 미니 음반 《MAP OF THE SOUL : PERSONA》를 발매했다. 타이틀곡 "작은 것들을 위한 시 (Boy With Luv)"는 부제 "Boy With Luv"에서 알 수 있듯이 2014년 2월 발표한 ‘상남자 (Boy In Luv)'와 맞닿아있다. ‘상남자'가 어린 시절의 치기 어린 사랑을 이야기했다면, "작은 것들을 위한 시 (Boy With Luv)"는 사소한 일상과 행복을 알아가는 작은 것들에 즐거움을 느끼며, 그것을 지키는 것이 진짜 사랑이고, 진짜 힘이라는 내용이다. 세계의 평화, 거대한 질서 등이 아닌, ‘너에 대한 관심과 사랑, 작고 소박한 사랑의 즐거움'을 노래한다. 특히, 세계적인 가수 ‘할시(Halsey)'가 피처링으로 참여해 사랑의 기쁨과 즐거움에서 오는 설렘의 감정을 다채롭게 표현했으며, 멤버들의 표정과 연기를 많이 볼 수 있도록 퍼포먼스를 구성했다. 다음 날인 4월 13일, 미국 NBC 심야 코미디쇼 《새터데이 나이트 라이브》에서 생방송으로 컴백 무대를 선보였다. 그리고 한국가수 최초로 빌보드 200차트에서 3번 연속 1위를 했다. 또한 미국의 유명 시상식인 빌보드 뮤직 어워드에서 한국 가수 최초로 2관왕을 했다. 또한 《MAP OF THE SOUL : PERSONA》의 판매량은 300만장을 넘었다.
월드투어 《LOVE YOURSELF: SPEAK YOURSELF》 유럽투어에서는 6월 1~2일, 한국 가수 최초로 영국 웸블리 스타디움에서 단독 콘서트를 열었다. 또한 비(非) 영어권 가수로는 이례적으로 2회의 공연에서 총 12만 좌석의 티켓을 판매했으며, 판매 시작과 동시에 매진되었다. 이어 10월 방탄소년단은 해외 가수 최초로 사우디아라비아에서 단독 스타디움 콘서트를 열었다.
10월 18일,《MAP OF THE SOUL : PERSONA》의 수록곡 Make it right의 리메이크 버전이라고 할 수 있는 Make it right(feat. Lauv)에서는 해외가수 Lauv가 참여해 영어와 한국어로 부른 노래를 한 곡에 담았다. 10월 26일~10월 29일 동안 한국에서 총 3번의 《SPEAK YOURSELF : THE FINAL》콘서트를 진행했다. 또한 여러 연말 시상식에서 대상을 수상했다.

### 2020년
2020년 1월 17일, 방탄소년단은 선 공개곡 〈Black Swan〉을 먼저 공개했고, 1월 28일에 제임스 코든 쇼에서 〈Black Swan〉을 방탄소년단이 직접 공연했다. 2월 3일, 《MAP OF THE SOUL : 7 》제이홉이 부른 Outro : Ego 컴백 트레일러를 공개했고, 2월 17일, 방탄소년단 《MAP OF THE SOUL : 7》의 트랙리스트가 공개되었다. 2월 21일, 네 번째 정규 음반 《MAP OF THE SOUL : 7》을 발매했다. 4월 11, 12, 18, 19일에 《MAP OF THE SOUL : 7》의 국내 투어를 할 예정이었으나 코로나19 확산방지를 위해 취소되었으며, 많은 아미들이 슬퍼했지만 ,  콘서트 비용은 모두 코로나 19에 기부되었다. 2월 21일, 《ON》의 뮤직비디오를 발표했다. 2월 24일, 예정되어 있었던《MAP OF THE SOUL : 7》 기자회견을 코로나19 사태로 인해 2월 23일에 미리 질문을 이메일로 받아, 유튜브 라이브 방송으로 진행했다. 3월 5일, 《Black Swan》의 공식 뮤직비디오를 공개했다.
8월 21일, 방탄소년단은 디지털 싱글 〈Dynamite〉를 공개했다. 8월 31일,〈Dynamite〉가 한국인 가수 중 최초로 빌보드 핫 100 차트, 빌보드 200 1위에 올랐다. 10월 13일, 방탄소년단이 참여한 Savage Love의 리믹스 버전도 빌보드 핫100 차트 1위에 올랐다. 11월 20일, 방탄소년단은 스페셜 음반 《BE》를 발매했다. 타이틀 곡인 <Life goes on> 도 〈Dynamite〉와 함께 빌보드 차트 1위에 올랐다. 멤버 슈가는 연습생 시절 다친 어깨로 인해 최근 수술을 받게 되어 이번 앨범의 활동은 대부분 쉬게 되었다. 방탄소년단은 BE 발매 기념 브이라이브 <Life Goes On>에서 슈가의 회복소식을 전했다.

### 2021년

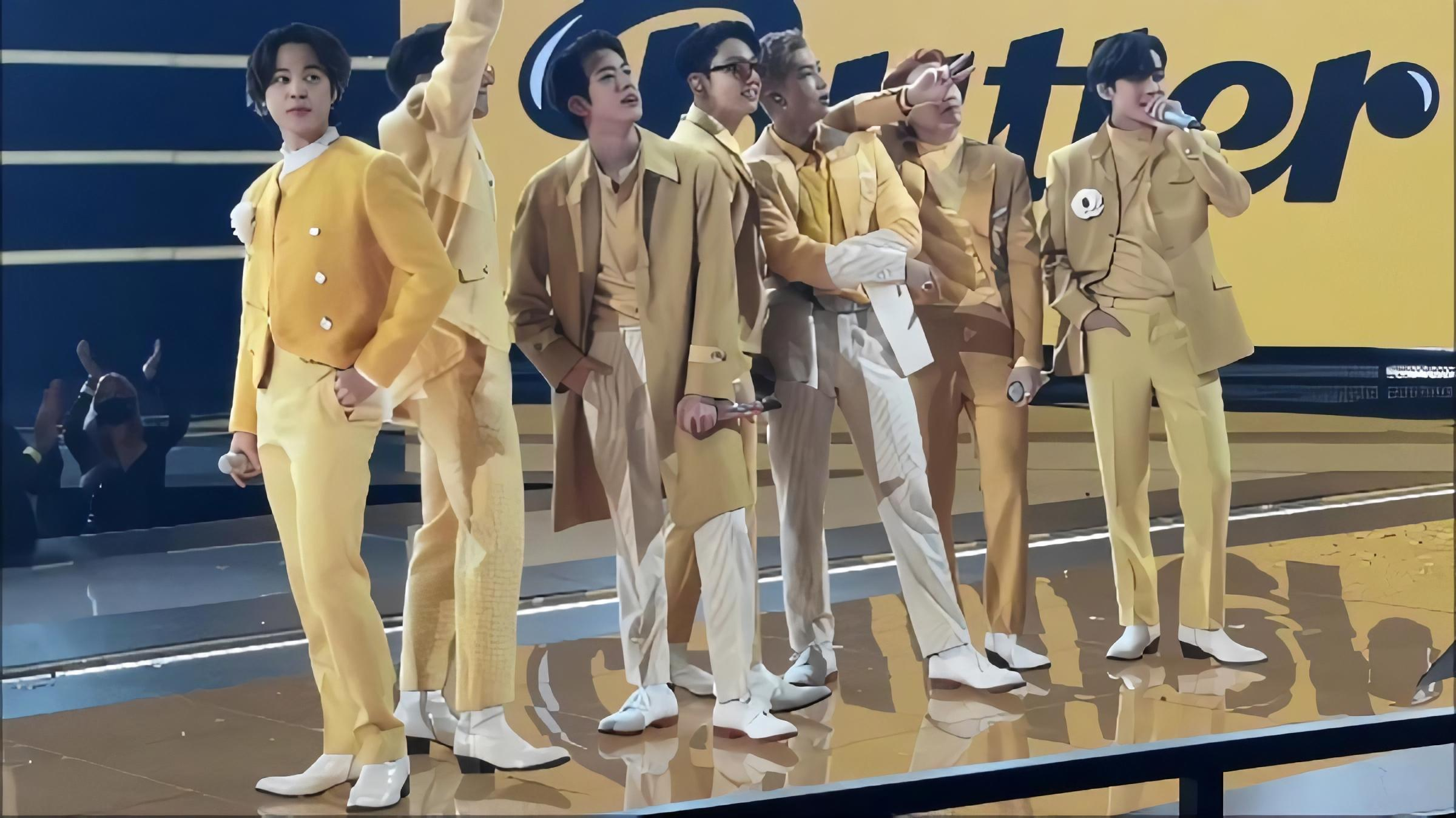
2021년 11월 21일 아메리칸 뮤직 어워드에 참석한 방탄소년단

2021년 3월 15일, 미국에서 열린 제63회 그래미 어워드에서 방탄소년단이 베스트 팝 듀오/그룹 퍼포먼스 부문에 대한민국 최초로 이름을 올렸다. 2021년 3월 24일, 방탄소년단이 유퀴즈에서 얼굴을 비췄다. 2021년 4월 2일, 일본에서 신곡 'Film Out'을 선공개했다. 2021년 5월 21일, 디지털 싱글 앨범 《Butter》로 두번째 영어 음반을 공개했다. 2021년 5월 24일, 방탄소년단은 빌보드 뮤직 어워드에서 '톱 셀링 송', '톱 듀오 그룹상', '톱 송 세일즈 아티스트', '톱 소셜 아티스트'로 4관왕을 이뤘다. 2021년 6월 1일 (현지 시간), 방탄소년단의 두 번째 영어 싱글곡 'Butter'가 빌보드 핫 100 1위로 진입했다. 2021년 6월 16일, 일본에서 스페셜 앨범 《Film Out》을 발매했다. 2021년 7월 9일, 〈Permission to dance〉를 발매했다.  또한 9월 14일, 콜드플레이와 협업한 곡인 〈My Universe〉를 발표했다.
12월 10일, 미국 스케줄을 끝 마치고 두번째 장기휴가를 받아 휴식기에 들어갔다.

### 2022년
2022년 3월 10일부터 3월 13일까지 서울에서 국내 콘서트를 개최했다.
6월 10일 국내 컴백으로 Proof라는 앤솔러지 앨범(타이틀곡 "Yet To Come")을 발매했고, "뮤직 뱅크" 에서 마지막 무대 후 군 입대로 인한 팀 활동 중지를 밝혔다. 2025년 활동 재개를 계획하고 있다.
7월 15일 멤버 제이홉이 첫 솔로 앨범 Jack In The Box를 발매하며 팀에서 솔로활동의 첫 주자가 되었다.
10월 15일 부산 아시아드 주경기장에서 2030 부산세계박람회 유치 기원 콘서트 BTS 〈Yet To Come〉in BUSAN 을 개최했다. 주요 초대 인사중 오세정 서울대학교 총장은 동시간 롯데호텔 서울에서 열린 서울대학교 치의학대학원 100주년 기념 후원의 밤 행사에 참석했는데, 서울대학교 치의학대학원 후원의 밤 행사에는 자우림과 김형규가 출연하여 오세정 총장의 음악적 취향이 드러나는 행사였다는 평가를 받았다.
10월 28일 멤버 진이 팀에서 두 번째로 솔로 싱글 앨범 The Astronaut 을 발매했다.
12월 2일 멤버 RM이 팀에서 세 번째로 솔로 앨범 Indigo를 발매했다.
12월 13일 멤버 진이 첫 번째로 군 입대했다.

### 2023년
2023년 1월 멤버 지민이 자신의 롤모델이었던 인기 그룹 빅뱅의 멤버 태양의 곡 VIBE에 피처링을 하며 화제가 되었다.
3월 3일 멤버 제이홉이 세계적인 래퍼 제이콜의 피처링과 함께 on the street이라는 곡을 발매했다.
3월 24일 멤버 지민이 첫 솔로 앨범 FACE를 발매했다.
4월 8일 지민 FACE의 타이틀곡인 Like Crazy가 빌보드 핫 100 차트에서 1위로 진입하며 한국 솔로 가수 최초로 빌보드 핫100 차트에서 1위를 기록했다.
4월 18일 멤버 제이홉이 두 번째로 군 입대했다.
4월 21일 멤버 슈가가 Agust D라는 이름으로 솔로 앨범 D-DAY를 발매했다.
6월 9일 방탄소년단이 10주년 기념 싱글 Take Two를 발표했다.
7월 14일 멤버 정국이 첫 번째 싱글 Seven (feat. Latto)를 발매했다. Seven (feat. Latto)은 각종 음원차트에서 1위를 기록하는 등 엄청난 파급력을 보여주었고 지민에 이어 빌보드 핫 100 차트에 1위로 진입하며 쾌거를 이루었다.
9월 8일 멤버 V가 첫 솔로 앨범 Layover를 발매했다.
9월 22일 멤버 슈가가 세 번째로 군 입대했다.
9월 29일 멤버 정국이 두 번째 싱글 3D (feat. Jack Harlow)를 발매했다. 빌보드 핫100 차트에는 5위로 진입하며 정국의 인기를 증명해주고 있다.
11월 3일 멤버 정국이 첫 솔로 앨범 GOLDEN을 발매했다. 타이틀곡 Standing Next to You는 빌보드 핫 100 차트에서 5위로 진입했고 19주 이상 차트인하며커리어하이를 기록했다.
12월 11일 멤버 RM과 뷔가 네 번째, 다섯 번째로 군 입대를 각자 했다.
12월 12일 멤버 지민과 정국이 방탄소년단 멤버 중 마지막으로 동반 입대로 군 입대했다.

### 2024년
2024년 6월 12일 멤버 진이 첫 번째로 전역했다.
8월 7일 멤버 슈가는 전날 전동킥보드 음주운전 혐의로 조사 받았다고 한다. 사실은 전동킥보드가 아닌 전기 스쿠터였다고 한다.
10월 17일 멤버 제이홉이 두 번째로 전역했다.

### 2025년
2025년 2월 28일 멤버 제이홉의 첫 번째 단독 콘서트이자 단독 월드 투어인 'HOPE ON THE STAGE'가 개최되었다.
3월 7일 멤버 제이홉이 전역 이후 첫 싱글 Sweet Dreams (feat. Miguel)로 컴백했다. 컴백 이후 여러 방송, 예능들을 나오며 얼굴을 많이 비췄다.
3월 21일 곧이어 싱글 MONA LISA도 발매하며 음악 활동을 이어가고 있다. 
6월 10일 멤버 RM, 뷔가 세 번째, 네 번째로 전역했다.
6월 11일 멤버 지민, 정국이 다섯 번째, 여섯 번째로 전역했다.
6월 13일 데뷔 12주년을 맞이 하였다.
6월 14일 j-hope Tour 'HOPE ON THE STAGE'가 파이널 콘서트를 마지막으로 종료된다.
6월 21일 멤버 슈가가 마지막으로 소집해제 했다.

### 2026년
2026년 봄 완전체 컴백과 해외 투어를 앞두고 있다.

## 구성원
| 이름   | 소개 |
| ------ | --- |
| RM     | - 본명 : 김남준 - 생년월일 : 1994년 9월 12일(30세) - 출생지 : 대한민국 서울특별시 동작구 상도동 - 학력 : 글로벌사이버대학교 방송연예학과 - 활동기간 : 2013년 6월 13일 ~ 현재 |
| 진     | - 본명 : 김석진 - 생년월일 : 1992년 12월 4일(32세) - 출생지 : 대한민국 경기도 안양시 동안구 관양동 - 학력 : 건국대학교 영화예술학과 - 활동기간 : 2013년 6월 13일 ~ 현재      |
| 슈가   | - 본명 : 민윤기 - 생년월일 : 1993년 3월 9일(32세) - 출생지 : 대한민국 대구광역시 북구 태전동 - 학력 : 글로벌사이버대학교 방송연예학과 - 활동기간 : 2013년 6월 13일 ~ 현재    |
| 제이홉 | - 본명 : 정호석 - 생년월일 : 1994년 2월 18일(31세) - 출생지 : 대한민국 광주광역시 북구 일곡동 - 학력 : 글로벌사이버대학교 방송연예학과 - 활동기간 : 2013년 6월 13일 ~ 현재   |
| 지민   | - 본명 : 박지민 - 생년월일 : 1995년 10월 13일(29세) - 출생지 : 대한민국 부산광역시 금정구 회동동 - 학력 : 글로벌사이버대학교 방송연예학과 - 활동기간 : 2013년 6월 13일 ~     |
| 뷔     | - 본명 : 김태형 - 생년월일 : 1995년 12월 30일(29세) - 출생지 : 대한민국 대구광역시 남구 비산동 - 학력 : 글로벌사이버대학교 방송연예학과 - 활동기간 : 2013년 6월 13일 ~ 현재  |
| 정국   | - 본명 : 전정국 - 생년월일 : 1997년 9월 1일(27세) - 출생지 : 대한민국 부산광역시 북구 만덕동 - 학력 : 글로벌사이버대학교 방송연예학과 - 활동기간 : 2013년 6월 13일 ~ 현재    |

## 예술성

### 영향
방탄소년단은 서태지와 아이들, 퀸, 나스, 에미넴, 드레이크, 포스트 말론, 찰리 푸스, 데인저 등을 통해 음악적 영감을 얻었다. 또한 문학적, 심리학적, 예술적, 철학적 작품에서도 영감을 얻었는데, 정규 2집 음반 《WINGS》는 헤르만 헤세의 소설 《데미안》에서 영감을 얻어 제작되었다. 타이틀곡 〈피 땀 눈물〉은 프리드리히 니체의 철학서 《차라투스트라는 이렇게 말했다》를 인용했으며, 뮤직 비디오에서는 허버트 제임스 드레이퍼의 그림 《이카로스를 위한 탄식》, 피터르 브뤼헐 더 아우더의 그림 《추락하는 이카로스가 있는 풍경》과 《반역 천사의 추락》이 등장했다. 또한, 〈봄날〉 뮤직 비디오에서는 어슐러 K. 르귄의 단편 《오멜라스를 떠나는 사람들》에 대한 장면이 등장한다. LOVE YOURSELF 시리즈 음반은 주로 에리히 프롬의 《사랑의 기술》에서 영감을 얻었으며, 정규 3집 음반 《LOVE YOURSELF 轉 'Tear'》 수록곡 〈Magic Shop〉은 제임스 도티의 회고록 《닥터 도티의 삶을 바꾸는 마술가게》에서 영감을 얻었다. MAP OF THE SOUL 시리즈 음반은 머리 스타인의 심리서 《융의 영혼의 지도》에서 영감을 얻었다.

### 음악 스타일
방탄소년단은 언더그라운드 래퍼 경험이 있는 RM과 슈가, 메인 프로듀서 피독의 영향으로 음악적 기반은 힙합으로 두며 다양한 음악 스타일을 추구하고 있다. 그래서 특정 장르만 고수하기보다는 매번 새로운 장르를 실험했다. 데뷔 음반 《2 COOL 4 SKOOL》과 미니 1집 음반 《O!RUL8,2?》에서는 올드 스쿨 힙합을 선보였다. 이어서 미니 2집 음반 《Skool Luv Affair》와 정규 1집 음반 《DARK&WILD》에서 R&B와 록을 선보였다. 화양연화 시리즈 음반에서는 오케스트라 현악과 EDM을 선보였고, 정규 2집 음반 《WINGS》와 리패키지 음반 《YOU NEVER WALK ALONE》에서는 뭄바톤, 네오 소울, 가스펠을 선보였다. LOVE YOURSELF 시리즈 음반에서는 퓨처 베이스, 라틴 팝, 재즈 랩을 선보였고, MAP OF THE SOUL 시리즈 음반에서는 이모 랩, 랩 록, 아프리카 팝, 디스코, 펑크, 트랩, 팝 록, 팝 랩을 선보였다.

## 평가
방탄소년단은 2013년 데뷔 이후 2년여 동안 학교 3부작 시즌제 앨범(2013~2014)을 발표했고, ‘꿈 없어졌지 / 숨 쉴 틈도 없이 / 학교와 집 아니면 PC방이 다인 쳇바퀴 / 같은 삶들을 살며 일등을 강요’(N.O) 등의 가사를 통해 현재의 교육 현실이나, 청소년의 꿈에 대해 본인들이 생각하는 메시지를 전달했다. 이후 청춘 2부작 시즌제 앨범(2015)를 통해서는 n포 세대(쩔어), 수저론, 열정 페이(뱁새) 등 청춘들이 공감할 만한 소재를 다뤘다(청춘 2부작). 이처럼 꾸준히 성장한 모습을 보여준 방탄소년단은 《화양연화》 발표 이후가 전환점이 됐다는 평을 받고 있다. 또 “곡에 우리들의 이야기를 담아내며 진정성 있는 이야기를 하고 싶다”라고 밝힐 만큼 각 세대별로 공감대 있는 가사를 전달하는 것을 목표로 두며, 그들의 앨범은 멤버들이 직접 작사/작곡에 참여하고 있다.
방탄소년단에 대한 세계적인 관심은 온라인에서부터 시작됐으며, 꾸준하게 팬들과 소통해 온 결과 빌보드 소셜50 차트 1위에 올랐고 SNS에서의 파급력을 바탕으로 2017 빌보드 뮤직 어워드에서 톱소셜아티스트 상을 수상했다. 대한민국 이외의 언론들도 방탄소년단에 대한 관심을 갖기 시작하며 앞다투며 그들을 소개하고 집중조명하기 시작했다. 미국 경제지인 포브스는 “방탄소년단이 소셜 미디어에서 영향력을 늘리고 있는 헌신적인 팬들의 지지에 힘입어 미국 음악 차트에서 역사적인 순위를 기록하고 있다”라고 평가하며, “방탄소년단은 미국 음악 산업에서의 증가하고 있는 세계화의 단면을 대변한다”고 전했다. 미국 종합일간지 ’USA투데이’ 역시 방탄소년단에 대해 “2017년 한 해 동안 미국에서 가장 많이 트윗된 아티스트는 방탄소년단”이라며 “전 세계 어떤 스타보다도 트위터 상에서 가장 많이 언급되었다”고 상세한 분석 기사를 내놓기도 했다. 미국의 유명 음악지 빌보드는 “방탄소년단의 미국 시장 진출은 우연이 아니며 2013년 이후 해외 진출에 성공했다. ‘DNA’는 미국의 영향을 받은 케이팝이 미국 현지에 다시 영향을 주는 드문 사례 중 하나이다”라고 설명했다. 이러한 인기에 힘입어 방탄소년단은 2017년 11월 20일 개최된 2017 아메리칸 뮤직어워드에 아시아 뮤지션으로 유일하게 초청돼 공연을 펼쳤고, 시상식 가장 앞줄에 자리가 배치되며 무대 순서도 하이라이트를 장식하는 등의 대우를 받았다. 방탄소년단의 무대를 소개한 체인스모커스는 방탄소년단을 ‘인터내셔널 슈퍼스타’란 말로는 부족한 팀이라고 소개했다. ‘2017 AMA’에 방탄소년단이 초청됐다는 소식이 전해지자 포브스는 “AMA와 한국 아이돌 그룹의 궁합은 독특해 보이지만 방탄소년단은 미국 음악 산업에서의 증가하고 있는 세계화의 단면을 대변한다”고 평한 것을 시작으로 언론들은 방탄소년단에게 찬사를 보내기 시작했다. 빌보드는 “방탄소년단이 'DNA' 무대를 하는 동안 아미의 열기는 최고조에 이르렀다. 바로 가까이에서 현란한 안무를 본 많은 팬들이 눈물을 흘렸고, 시상식에서 최고의 리액션 장면을 만들었다”고 전했다. 미국 유명 매체 뉴욕 포스트, 인스타일과 엔터테인먼트 투나잇은 방탄소년단의 무대 뿐만 아니라 공연을 즐기는 모습까지 AMA의 ‘최고의 순간’으로 선정하며, “방탄소년단이 모든 관객들을 열광시켰다”고 보도했고, 피플지는 이날 방탄소년단의 무대를 ‘AMA에서 놓치지 말아야 할 순간’으로 꼽는 등 방탄소년단의 무대를 극찬했다. 미국 시사주간지 타임지는 ‘인터넷에서 가장 영향력 있는 25인’에 방탄소년단을 선정했고, US위클리는 ‘소셜 미디어에서 가장 영향력 있는 유명인’으로 방탄소년단을 14위로 꼽았다. 12월 11일자 피플지는 2017 아메리칸 뮤직 어워드에서 성공적인 미국 데뷔 무대를 선 방탄소년단에 대해 ‘세계에서 가장 인기 있는 보이그룹’(World’s Hottest Boy Band)으로 소개하며 팬 ‘아미’(ARMY)에 대한 소개를 다뤘고, “방탄소년단은 케이팝 그룹 최초로 빌보드 Hot100 차트에서 기록을 세웠으며 할리우드의 주목을 받고 있다”고 언급했다.
대한민국 내 음악 평론가들도 방탄소년단을 극찬했는데, 11월 20일 아메리칸 뮤직 어워드의 대한민국 내 생중계에서 사회를 맡은 임진모 음악평론가는 아메리칸 뮤직 어워드 참석에 대해 “싸이 미국 진출 이후의 쾌거”라며 방탄소년단의 행보를 높게 평가했고, “방탄소년단의 미국 내 정서적 지분이 대단하다는 걸 입증하는 무대”라며 “아직도 케이팝이 강하다는 걸 보여주는 것으로, 싸이 이후 위기 국면이었는데 방탄소년단 덕분에 다시 살았다”고 언급했다. 이후 미국 시장의 높은 벽을 넘은 방탄소년단의 이같은 활약에 대해 “'K팝 대첩'이라고 표현할 만한 일”이라며 “싸이 이후 주춤하며 우울한 전망들이 나오던 상황에서 방탄소년단이 K팝의 위상을 다시 상향시키는 역할을 했다”고 평했다. 김영대 대중음악평론가는 “2017년 방탄소년단이 미국에서 거둔 성과는 제한적인 미디어의 푸시를 바탕으로 이뤄진 것”이라 분석하며 국내외적으로 성장 중인 팬덤을 주목했고, 세계적 뮤지션들과 컬래버레이션을 꼽으며 “미국 측의 대우가 달라진 만큼 소속사 빅히트 엔터테인먼트도 전보다 다양한 마케팅을 활용하여 지명도와 스케일 측면에서 분명 지금까지와는 다른 수준의 아티스트들과 작업이 예상된다”며 “현지 레이블과 협업을 통한 현지 피지컬 CD 생산 여부도 그 자체로 상징성을 지니기에 고려해볼 대목”이라고 내다봤다. 강태규 대중음악평론가는 방탄소년단 현상에 대해 “내부 시스템을 정확하게 알 수 없지만, 결과물과 여러 가지 행보들을 보면 내수시장에도 신경을 많이 썼지만 이런 콘텐츠가 해외에서도 통할 수 있다고 판단하고 세계적 시각으로 보고 실천했다는 점에서 높이 평가한다. 내부 시스템이 해외에 진출한다는 것은 한계가 있을 수 있다. 분명 많은 것들을 내주면서 적극적으로 희생했을 것이다. 사활을 걸었다고 본다”며 “해외 글로벌 시장에 대한 뜬구름 잡는 식의 욕심이 아니라 실전적인 접근 그리고 과감한 투자가 분명히 있었을 것이다. 이러한 것들은 향후 성공 시키자는 논의의 구체적 실천 없이는 불가능했을 것이다. 그런 측면에서 굉장한 노력을 들였다는 것은 굉장히 높게 평가한다”고 설명했다. 이어 “방탄소년단이 어떻게 하면 세계 시장에 먹히는 것인가 스스로 내부적으로 검토하는 계기가 된 것 같다. 성공이 한 번이 아니라 두 번으로 이어지면서 K팝을 어떻게 글로벌화 시킬 것인가에 대한 깊이있는 성찰의 시간이 된 것 같다. 그 역할을 굉장히 크게 한 것 같다. 뿐만 아니라 현실성에 대한 자신감도 많이 생겼다고 본다. 결국 세계인들의 대중적인 기호와 접점이 무엇인지 만들어내면서 언어의 장벽이 무너질 수 있다는 것을 보여준 사례다”고 전하며 방탄소년단의 성과를 높이 칭찬했다.
2017년 11월 21일 미국 뉴스 전문 채널 CNN 인터내셔널 ‘CNN Today’에서는 방탄소년단의 인기 요인과 영향력을 분석하며 방탄소년단의 거대 팬덤(아미)와 춤과 노래, 뮤직비디오 덕에 한국을 넘어 미국 10대까지 사로잡았다고 평했다. 12월 29일 미국 매체 CNBC는 ‘2017년, K-pop은 어떻게 미국에서 돌파구를 마련했나’라는 제목의 기사를 통해 방탄소년단과 다른 K-pop 그룹들의 차이점, 그리고 지금의 성공요인에 대해 자세히 분석하며, “방탄소년단의 음악 인생에 있어 가장 의미 있는 획기적인 한 해를 보냈다. 올 한해 방탄소년단에게 일어났던 일들은 미국 주류 음악시장에 대한 K-pop의 성공적인 활동 중에서도 가장 주목할만한 것이다. 방탄소년단 7명 멤버들의 진정성있는 이미지와 지혜로운 소셜미디어 사용, 그리고 글로벌한 팬층 덕분에 미국 내 인기가 극치에 달했다”며 특히 중소기획사 출신이라는 현실적인 단점을, 슬기로운 소셜미디어 활용이라는 방법을 통해 극복하고 기네스북 세계기록에 오를 정도로 막강한 트위터 팔로워를 가지게 되었다고 언급했다. 뿐만 아니라, 이러한 행보는 기존 K-pop 산업에 전반적으로 폭넓은 변화의 신호를 주었다고 평했으며, 이와 함께 다른 K-pop 그룹들과 가장 큰 차이점으로 ‘진정성’을 꼽으면서, 만들어진 그룹이라기보다는 아티스트라는 인식을 팬들에게 각인시켰고, 이러한 진정성을 전하는 능력이 미국의 팬들을 늘리는 데 큰 기여를 했다라고 보도했다.
영국의 방송 매체 BBC는 방탄소년단에 대해 ‘BTS: 케이팝 왕자들의 지속적인 힘’이라는 기사를 통해 “싸이가 2012년 강남 스타일로 엄청난 성공을 거뒀지만, 그 인기는 곧 잠잠해졌다. 그러나 방탄소년단은 어느 케이팝 스타도 하지 못했던 악명 높은 미국 시장을 점령했다”며 방탄소년단이 지난해 5월 빌보드 뮤직 어워즈의 ‘톱 소셜 아티스트’ 부문에서 저스틴 비버를 제친 점을 비롯해 지난해 ‘빌보드 200’차트와 미국 아이튠즈 차트 등을 휩쓸고 “방탄소년단은 소셜미디어에서도 역사를 다시 썼다”고 평가했으며, 방탄소년단이 큰 인기를 끄는 비결로 세심하게 유지하는 팬과의 소통을 꼽으며 방탄소년단의 인기 비결을 집중 분석하기도 했다.

## 자선 활동

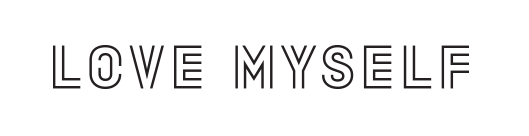
LOVE MYSELF 로고의 모습

2017년 11월 유니세프 한국위원회는 방탄소년단의 소속사 빅히트 엔터테인먼트와 손잡고 사회변화 캠페인 ‘러브 마이셀프(LOVE MYSELF)’를 시작한다고 발표했다. 이 캠페인은 방탄소년단이 그동안 준비한 사회변화 캠페인 ‘러브 마이셀프(LOVE MYSELF)’와 유니세프의 범세계적 아동 및 청소년 폭력 근절 캠페인 ‘엔드 바이올런스’(#ENDviolence)'가 만나 새로운 형태로 전개되는 글로벌 캠페인으로 이를 위해 방탄소년단과 빅히트 엔터테인먼트는 펀드를 구축해 유니세프 한국위원회에 5억원을 기부했으며, 향후 2년간 ‘LOVE YOURSELF’ 시리즈 앨범 판매 순이익의 3%, 캠페인 공식 굿즈 판매 순익 전액, 일반인 후원금 등으로 기금을 마련할 예정이라고 발표되었다.
2018년 1월 17일 소속사 빅히트 엔터테인먼트는 지난해 11월 1일 방탄소년단과 빅히트의 기부금 1억원으로 시작한 캠페인이 2개월 만에 전 세계에서 기부금이 모여 총 누적 모금액 6억 4000만원이 집계됐다고 밝혔다. 여기에는 지난달 2016년 12월 2017 대한민국 콘텐츠 대상 시상식에서 대통령 표창을 받은 방시혁 대표의 상금 1억원도 포함됐다.
또한 코로나19가 나타난 이후 1억원을 기부했으며 슈가가 자신의 고향인 대구지역에 따로 1억원을 기부하기도 했다. 코로나19 사태로 한국에서의 콘서트가 취소되었는데 이에
몇몇 아미들은 자신의 콘서트값을 환불받지 않고 코로나19 사태 확산 방지 등 다방면에서 기부를 한 것으로 알려져 이슈가 되기도 했다.
그리고 미국에서의 Black Lives Matter 사회 운동에 방탄소년단과 빅히트 엔터테인먼트는 12억원을 기부했다.

### 대한민국
방탄소년단의 멤버 제이홉의 생일인 2019년 2월 18일을 전후하여, 아미는 14일 유기견 보호단체 및 인명구조단체에 사료 700kg을 기부하고, 제이홉의 경남 울산광역시에 백미 128포대를 기부했다. 이외에도 위안부 할머니 후원을 위한 나눔의 집 모금, 저체온증에 시달리는 신생아를 위한 털모자 뜨개질 재능기부도 이어졌다. 제이홉은 2018년 12월 20일에 이어, 자신의 생일인 2019년 2월 18일에 초록우산 어린이재단에 1억 원을 기부했다.
2019년 3월 9일에 슈가가 아미의 이름으로 한국소아암재단에 1억 원과 인형을 기부하자, 아미는 슈가의 이름으로 유기견 보호소에 사료를, 난청 아동을 돕는 ‘사랑의 달팽이’에 1천만 원을 기부하는 식으로 화답했다. 코로나19 확산 방지로 인하여 2020년 4월 대한민국 투어로 예정된 콘서트가 취소되자, 아미는 콘서트 비용을 전국재해구호협회에 총 5억원을 기부했다.

## 캐릭터

### BT21

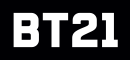
BT21 로고의 모습

2017년 10월 17일, 방탄소년단은 라인프렌즈와 협업하여 직접 창작한 캐릭터인 《BT21》을 출시했다. BT21은 공개되자마자 전 세계적으로 매우 큰 인기를 끌어 2018년 기준 1,973억원의 매출을 기록하면서 대한민국 캐릭터 시장 매출 1위를 차지했다. 이를 바탕으로 한국, 미국, 일본, 중국 등 전세계 14개 국가에 150여개의 스토어를 운영하며 판매하고 있으며, 가장 성공한 매장으로 꼽히는 일본 하라주쿠 스토어는 지난 1년간 누적 방문객수가 150만명을 돌파하고 평균 구매전환율이 25%를 기록하는 등의 상업적인 성과를 냈다. 한편, 2019년 홍콩의 사진 작가 쳉 오이판 알렉스는 홍콩 시위 당시 여성 시위대가 체포되면서 떨어뜨린 BT21 캐릭터인 COOKY 인형 사진을 공개해 전세계 네티즌과 아미들이 걱정과 응원의 메시지를 보내기도 했다.

## 병역
2018년 문재인 대통령의 프랑스 방문 당시 ‘한불 우정의 콘서트’에서 억대 경비를 스스로 부담하며 무료 공연하는 등 문재인 대통령의 외교에 동행했던 방탄소년단은 대통령으로부터 훈장을 받았고 2021년 6월 23일 시행된 병역법에 의해 문체부 장관 추천을 받아 국위선양을 위한 대중문화예술 우수자로 30세 까지 징집이 연기되었다.
군 입대해야 되는 2022년 12월이 다가오던 4월 9일에 소속사인 하이브 측은 기자 간담회에서 “최근 몇 년 간 계속 제도가 변하면서 본인들이 향후 계획을 잡기 어려워 힘들어하는 건 사실이다. 조속히 결론이 났으면 한다”고 전했는데 6월 14일에 유튜브 채널을 통해 "그룹 활동을 중단"을 밝혔다
부산 엑스포 유치위원회와 부산시가 2022년 7월 19일 bts를 엑스포 유치 홍보대사에 위촉한 가운데 부산시장이 대통령실에 병역특례를 건의하고 2030부산세계박람회 유치 기원 콘서트 'BTS 옛 투 컴 인 부산'이 2022년 10월 15일 무료 공연으로 개최하면서 70억원 상당  비용을 부담했다.
병역법 60조 2항에 의해 징집이 연기된 방탄소년단은 징집을 원하는 사람에 대하여는 그 해 또는 그 다음 해에 징집하는 3항과 달리 11월 4일 '입영 연기 취소'를 신청했고 맏형 김석진부터 순차적으로 입대했다.
2월26일 '입영 연기 취소'를 신청한 제이홉의 공지를알렸다.

## 같이 보기
- 아미 (팬덤)
- 하이브
- BANGTANTV
- 김완선
- H.O.T
- 타이니탄
- BT21
- 달려라 방탄
- BTS Bon Voyage
- BTS 카운트다운
- BTS 예능 연대기
- BTS COMEBACK SHOW : HIGHLIGHT REEL